# 如意ヶ嶽
如意ヶ嶽（にょいがたけ、にょいがだけ）は日本の京都、東山に存在する山。標高472メートルで、山頂は京都市左京区粟田口如意ヶ嶽町。他の表記・呼称は如意ヶ嶽、如意嶽、如意岳、如意ヶ峰（にょいがみね）、如意山（にょいやま）など。また如意ヶ嶽は京都市左京区と滋賀県大津市の境ともなっており、鹿ヶ谷から池ノ谷地蔵を経て園城寺へ至る山道は「如意越」（にょいごえ）と呼ばれ、これは京と近江の近道とされ如意ヶ嶽の戦いなど合戦の舞台になったことがあるほか、城跡も残っている（後述）。また古来より信仰を集めた山であり、山中にはかつて大規模な山岳寺院・如意寺（にょいじ）が在った。
支峰（西峰）として標高465.4メートルの大文字山（だいもんじやま）があり、8月16日に執り行われる京都の伝統行事、五山の送り火の大文字として著名であり、逸話も多い。この大文字山はその山上から京都市内を一望でき、ハイキングコースとしても人気がある。本項では如意ヶ嶽と同時に、支峰の大文字山とその斜面で行われる「五山の送り火」なども併せて解説する。

## 概要

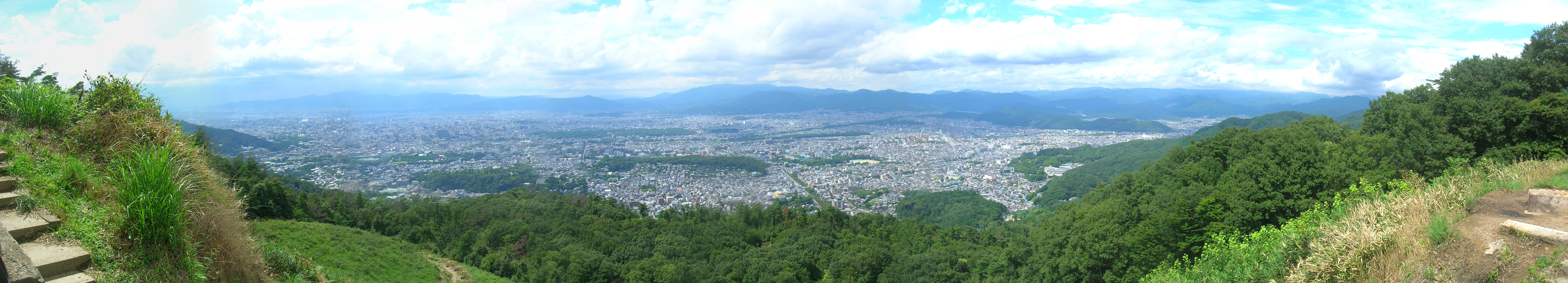
大文字山火床より、西方向。京都盆地を望む。

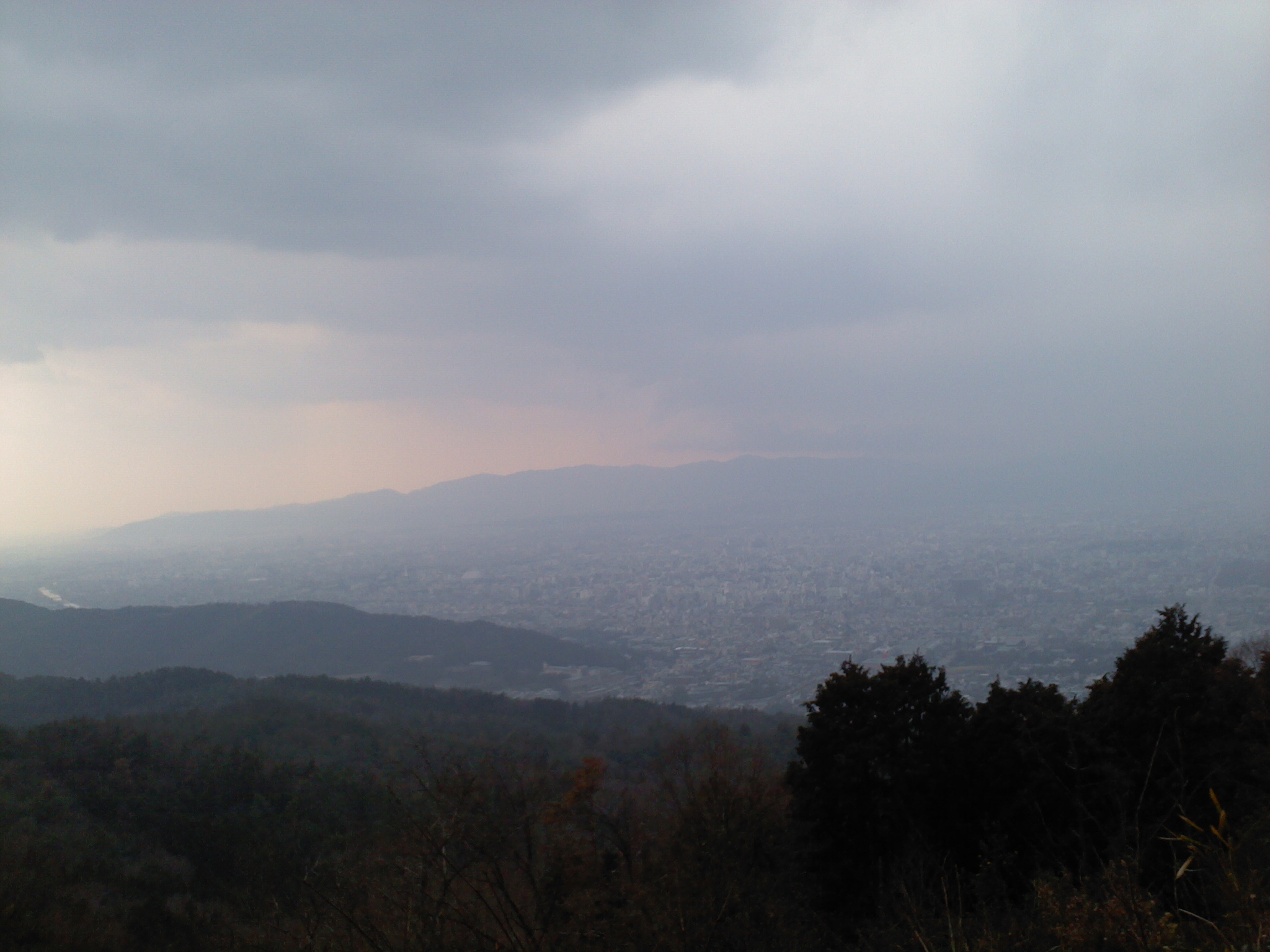
大文字山頂より、南西方向を望む。

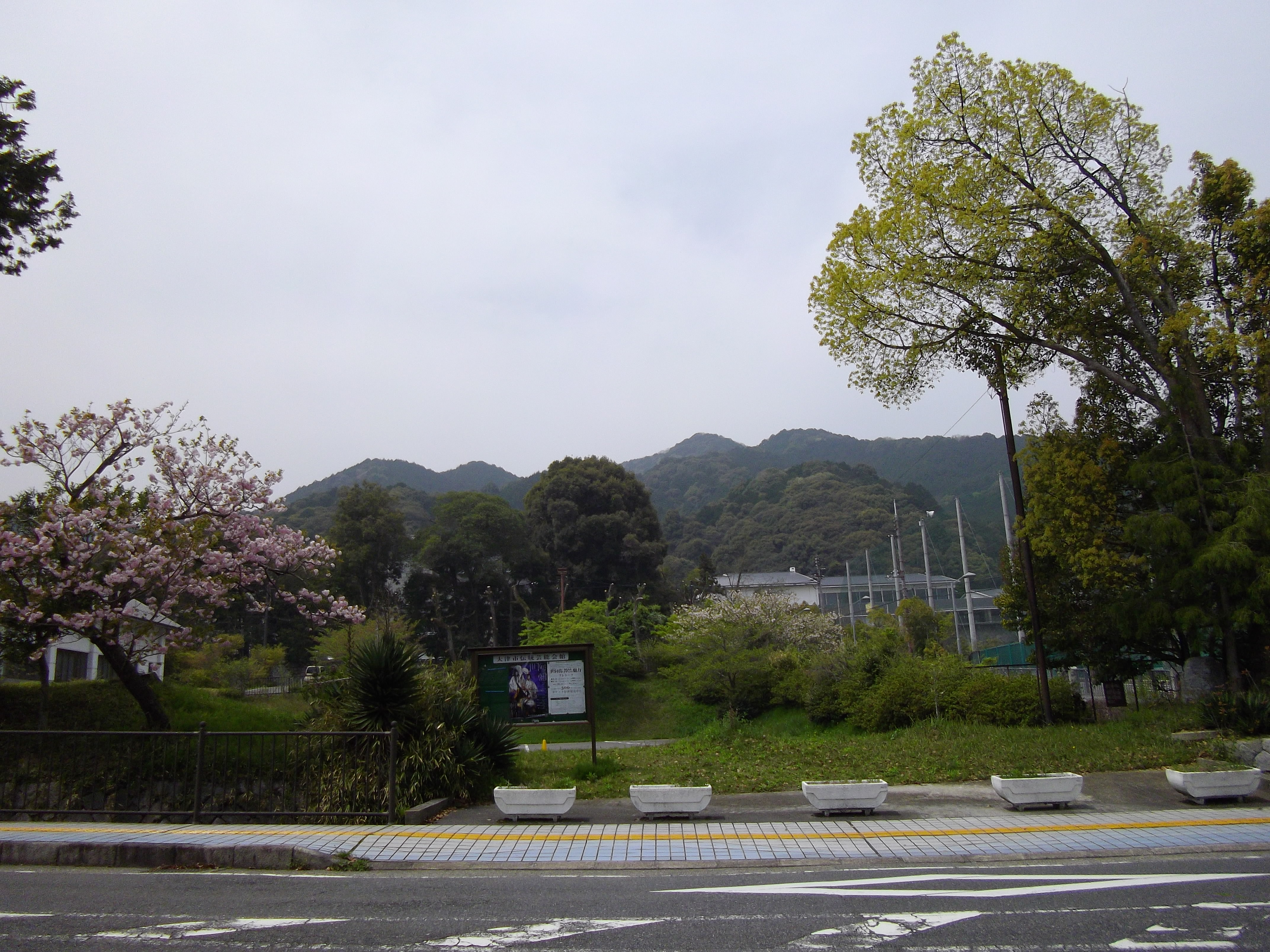
大津市から見た如意ヶ嶽 - 長等山。

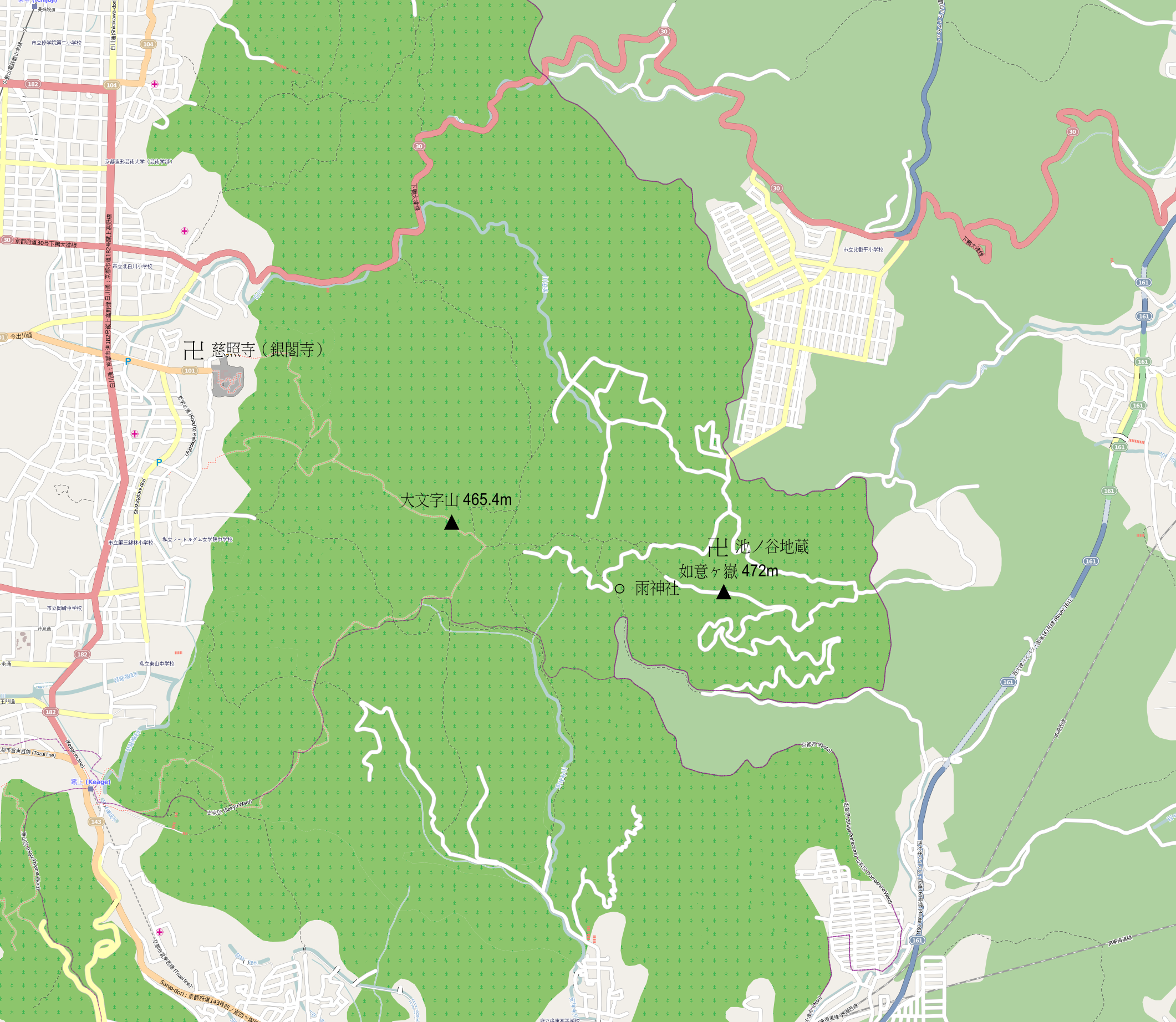
山中の地図。送り火の火床は慈照寺と大文字山山頂の中間辺り。

京都東山の一峰で、東山の主峰。標高472メートル。比叡山を東山に含むか否かについては諸論あるが、含めないとした場合、最高峰が如意ヶ嶽である。京都府と滋賀県の県境に位置し、山域は北白川、浄土寺、鹿ヶ谷にまたがる。京都側の麓はおおよそ、今出川通や丸太町通の東端。京都市左京区北白川、銀閣寺（慈照寺がある銀閣寺町および銀閣寺前町からなる地域名）、浄土寺、鹿ヶ谷辺り。滋賀県側はおおよそ大津市、長等山、園城寺近辺。北は白川の上流部を挟み比叡山支峰の四明岳、南は南禅寺、山科区となっている。
五山の送り火の筆頭、大文字として著名で、また山中にかつて園城寺（三井寺）の別院であった「如意寺」（にょいじ）なる大規模な寺院が存在するなどしており、現在でも山中には信仰の対象となる施設が多い。また山上からの眺望は素晴らしいものである。
名称の語源については諸説あるが、一つは『諸社根元記』に曰く、「日神岩戸を出てさせたまひてその御光顕れ出てたりけるを、八百万神悦びて皆意のごとくなると宣ひしより如意山と名付く」が名称の元（天照大神が天の岩戸から出るやその御光により八百万の神は喜び皆意の如くなる）というもの。今一つは先述の「如意寺」が由来であるとの説。なお、古い文献では、如意の山、如意が峰などのほか、『扶桑京華志』では「如意宝山」、『日次紀事』では「東山浄土寺山」、などの記述が見られる。『雍州府志』「如意嶽」ではこれを東山の頂とし、如意の瀑もこことしている。しかしこちらでは送り火の言及はなく別項目である「慈照寺山」で送り火に言及している。
大文字山山頂は如意ヶ嶽山頂の西方1.3キロメートル強の位置にあり、標高465.4メートル。三等三角点が設けられている。如意ヶ嶽と大文字山は混同されがちであるが、現在では別の山である。京都市内からは如意ヶ嶽は全く見えず、大の字の見える山は、西側の大文字山である。
古くは両山を同一視する向きが強く、この周囲の山塊を如意ヶ嶽と呼んでおり、江戸時代の書物では「如意ヶ嶽で送り火が行われる」、如意ヶ嶽を俗に大文字山と言うなどといった例が見られた。1791年（寛政3年）、神沢貞幹の『翁草』では、如意峰と、大の字の持った浄土寺山の二山が並立している図版が掲載されている。その後「大文字の送り火」が定着するにつれ、それが行われる支峰が独立し大文字山と呼称されるようになったという。
近年も混同は続いており、両山は同じものであるとも、元々は如意ヶ嶽であったが「大文字」の送り火が著名になり、大文字山と呼ばれるようになったとも如意ヶ嶽の西側または中腹の通称が大文字山であるともいう。大文字保存会内でも同一視する者がいるなどするという。なお2003年の資料によれば、大文字保存会は公式には、送り火を行う山を「大文字山」としている。

## 山容・登山
如意ヶ嶽・大文字山界隈はハイキングコースとして人気がある。山頂までは様々なルートがあり、また京都市から大津市まで踏破することも可能であり、鉱物収集コースとしても有用なものである。特に火床からの京都方面の眺望は素晴らしいものであり、「京洛第一」との呼び名もあり、送り火が行われる五山の内、他の四山を全て眺めることができる。山頂からは天候が良ければ大阪の高層ビルや、遠く木曽御嶽山などを視認できる場合もある。
一帯はレクリエーションの森（東山風景林）、第一種風致地区、大文字山歴史的風土保存地区、東山鳥獣保護区、風致地区特別修景地域（おおよそ慈照寺から火床にかけて）などに指定されており、市内から火床を見て向かって左手、銀閣寺山または月待山を中心とする23.89ヘクタールについては銀閣寺山国有林となっている。

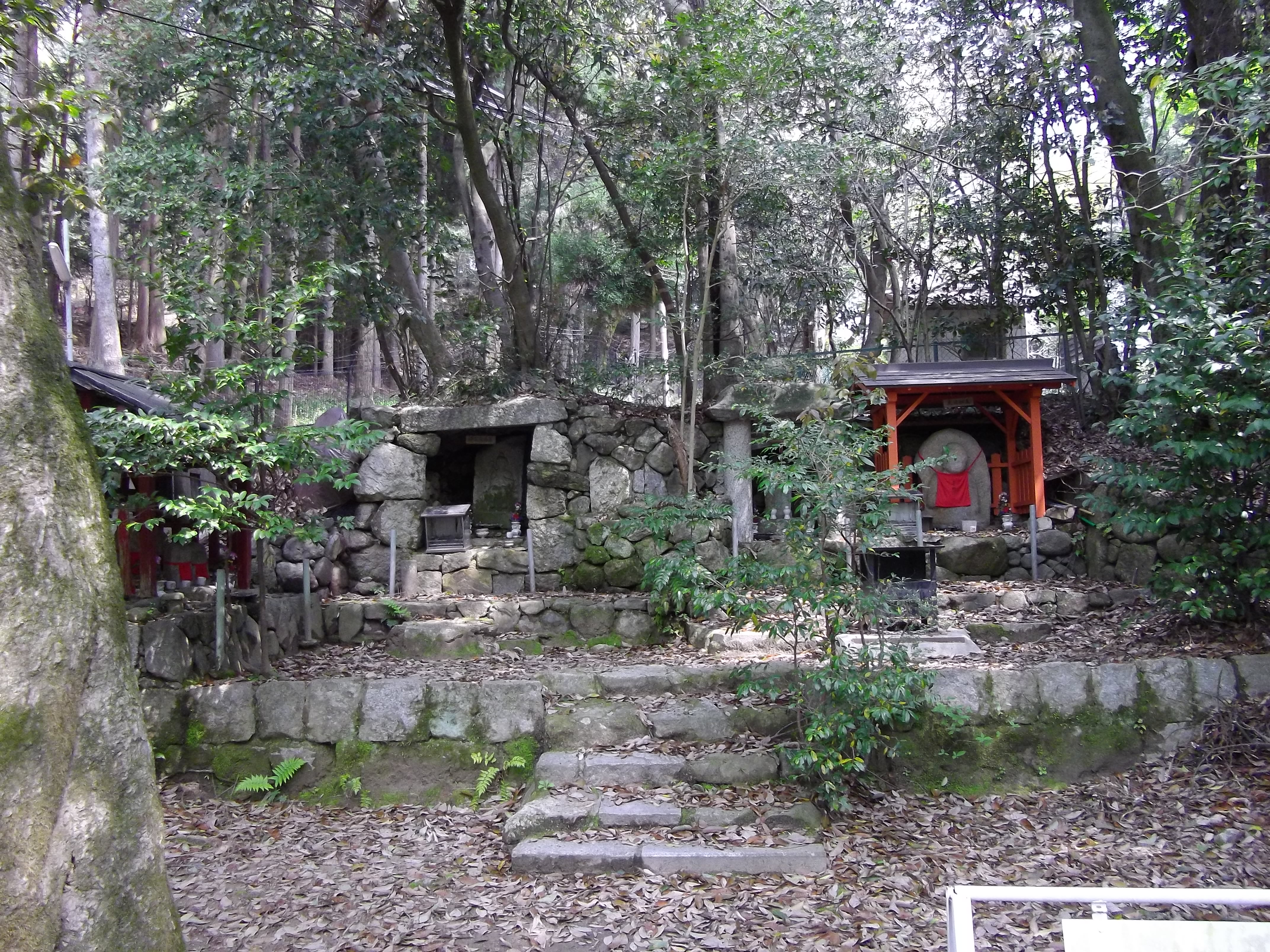
行者の森の碑近辺

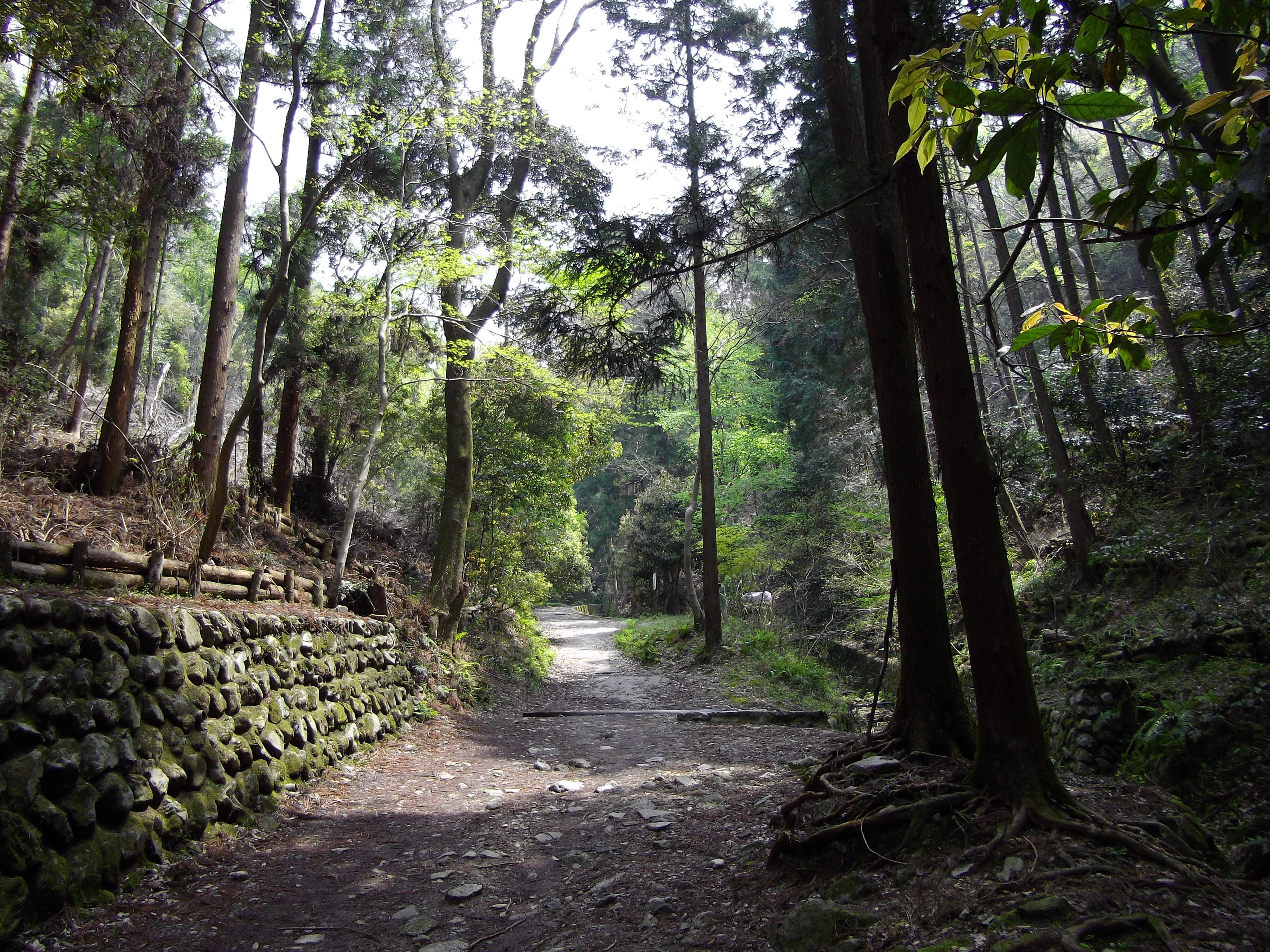
銀閣寺北からの登山道。麓に近い部分。

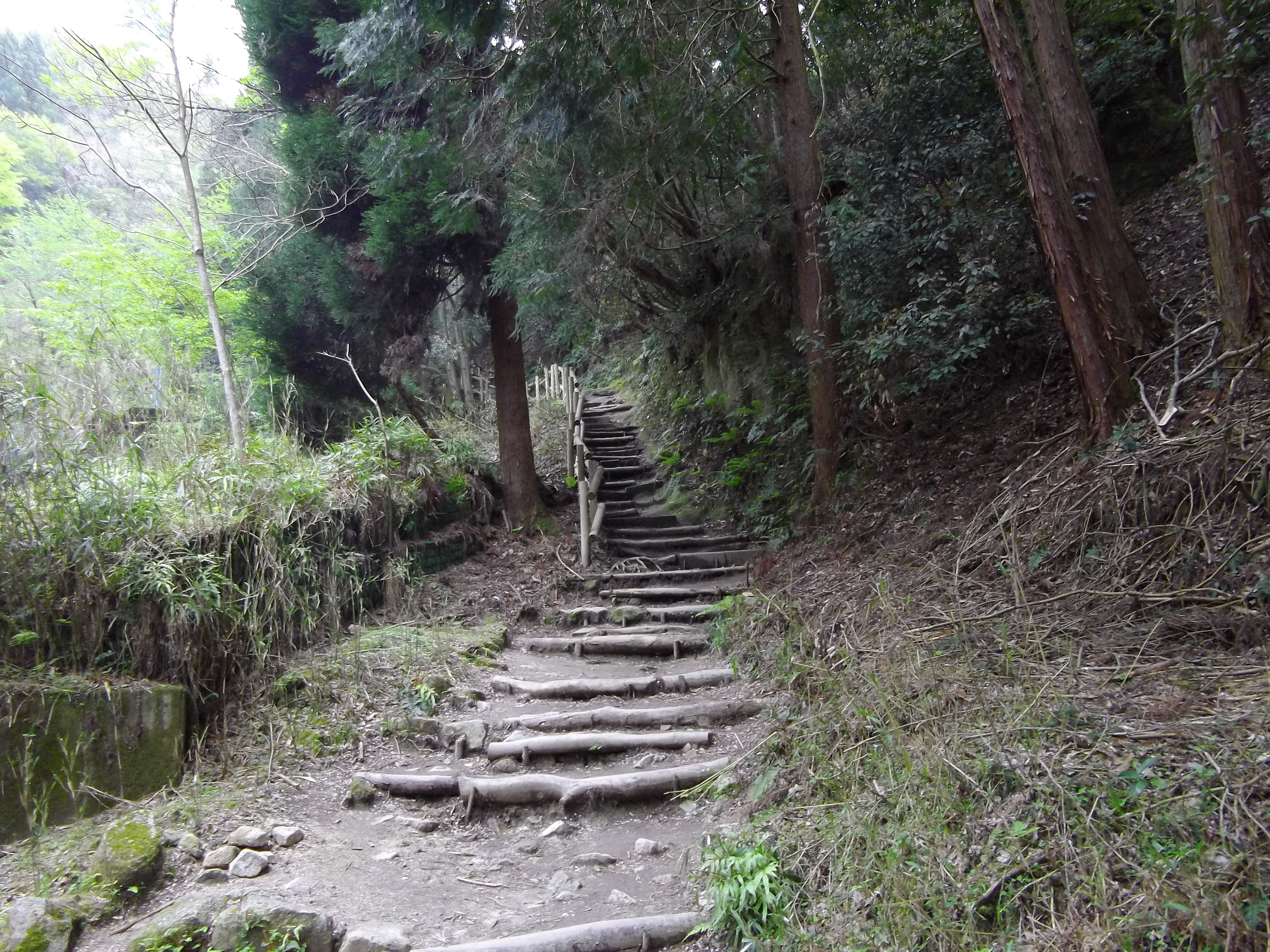
銀閣寺北からの登山道。砂防ダムの右手。

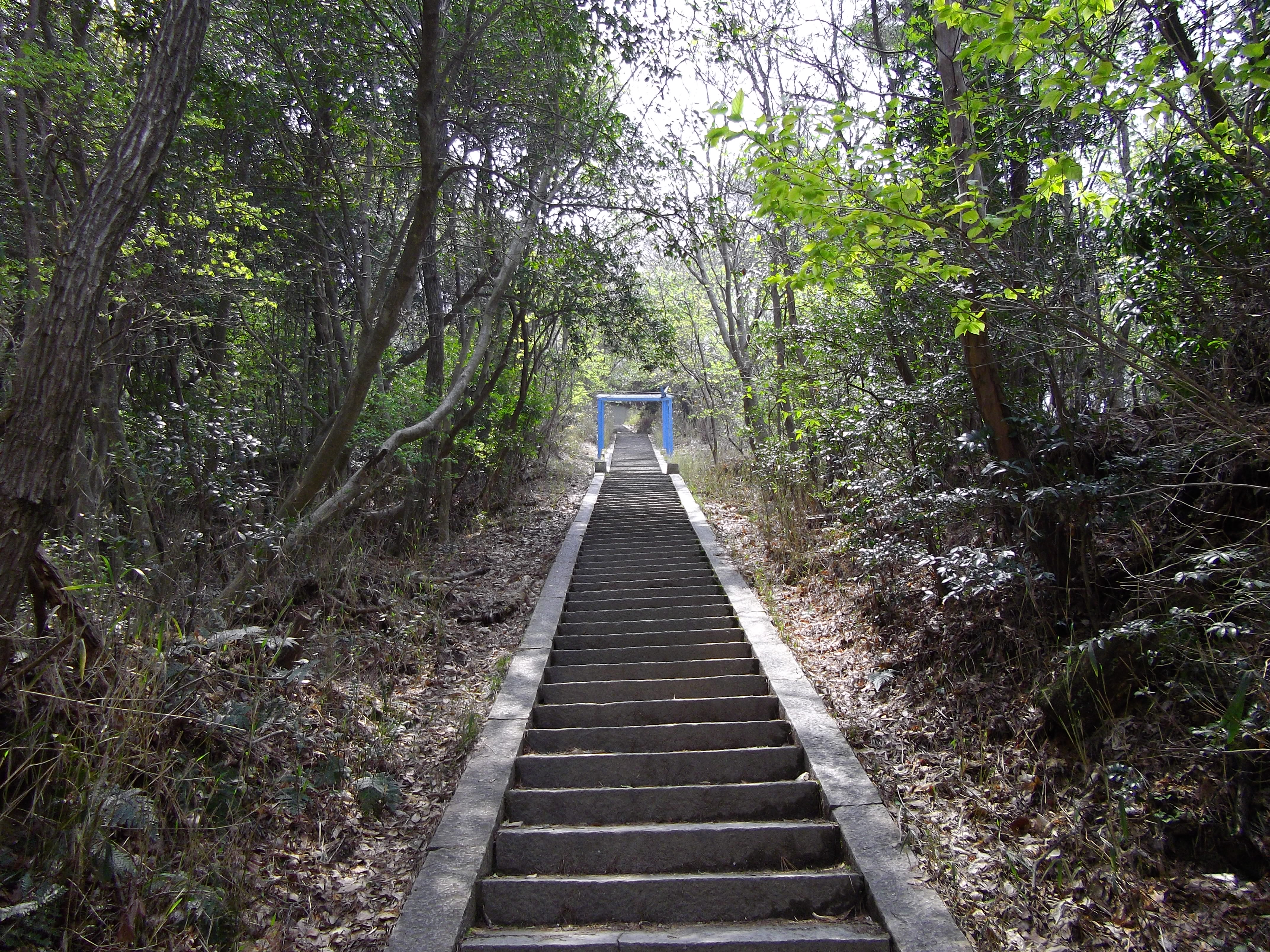
この石段を登り暫く進むと火床。

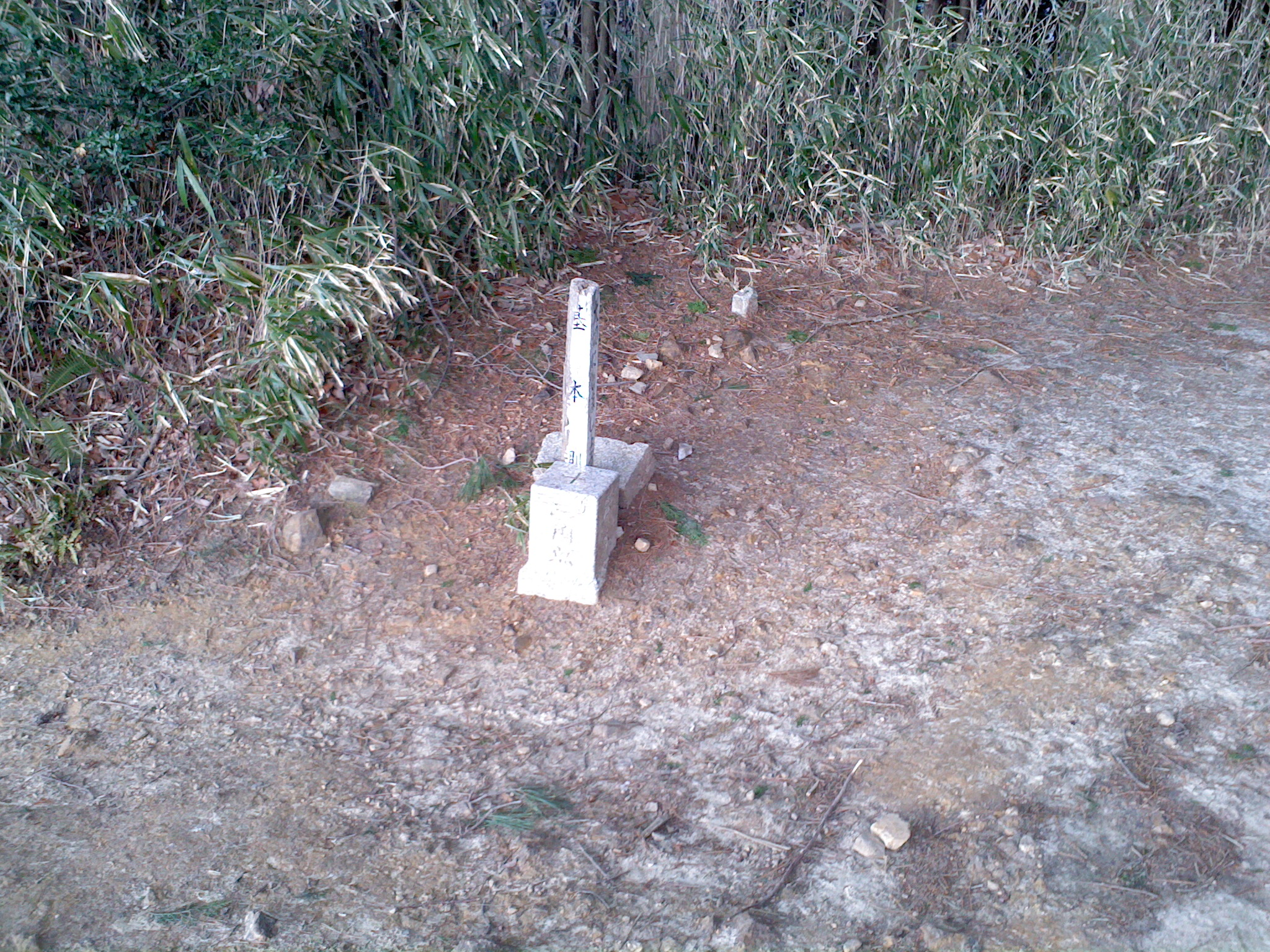
大文字山 三等三角点

京都側からの主な入山口は、慈照寺の北側、浄土院、八神社（後述）および行者の森石碑辺りからのもの。眺望の良い火床までは30分程度。大文字山山頂まではさらに20分程度。『フィールドガイド大文字山』によれば、山頂まで90分程度。「大」の字の左側に出るかたちである。砂防ダム、千人塚（後述）を経由し「大」の字の左手に到達。大文字山頂まではいましばらくの距離がある。大文字山山頂を越えて、しばらく東に歩を進めると「四つ辻」に到着する。

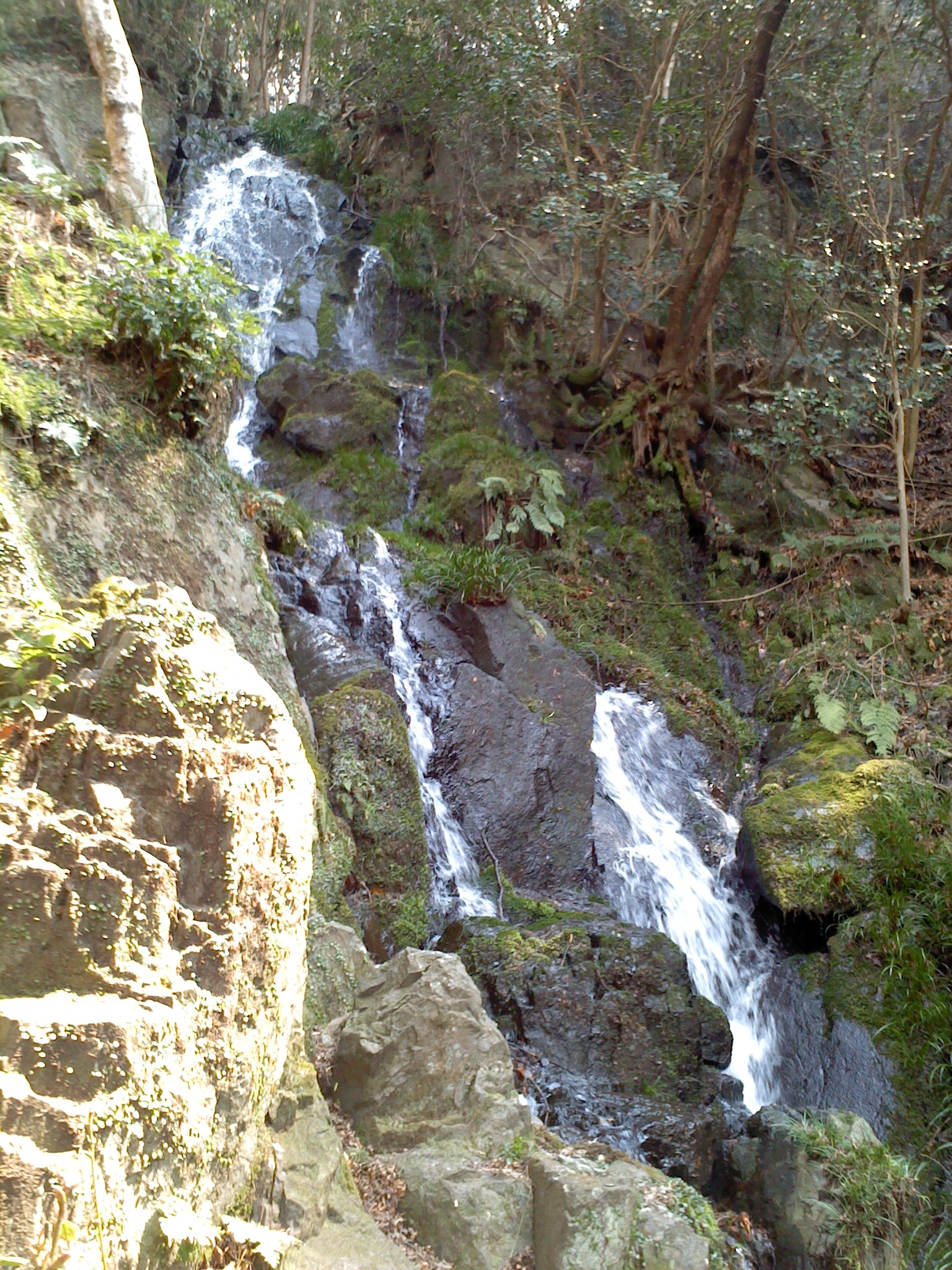
楼門の滝

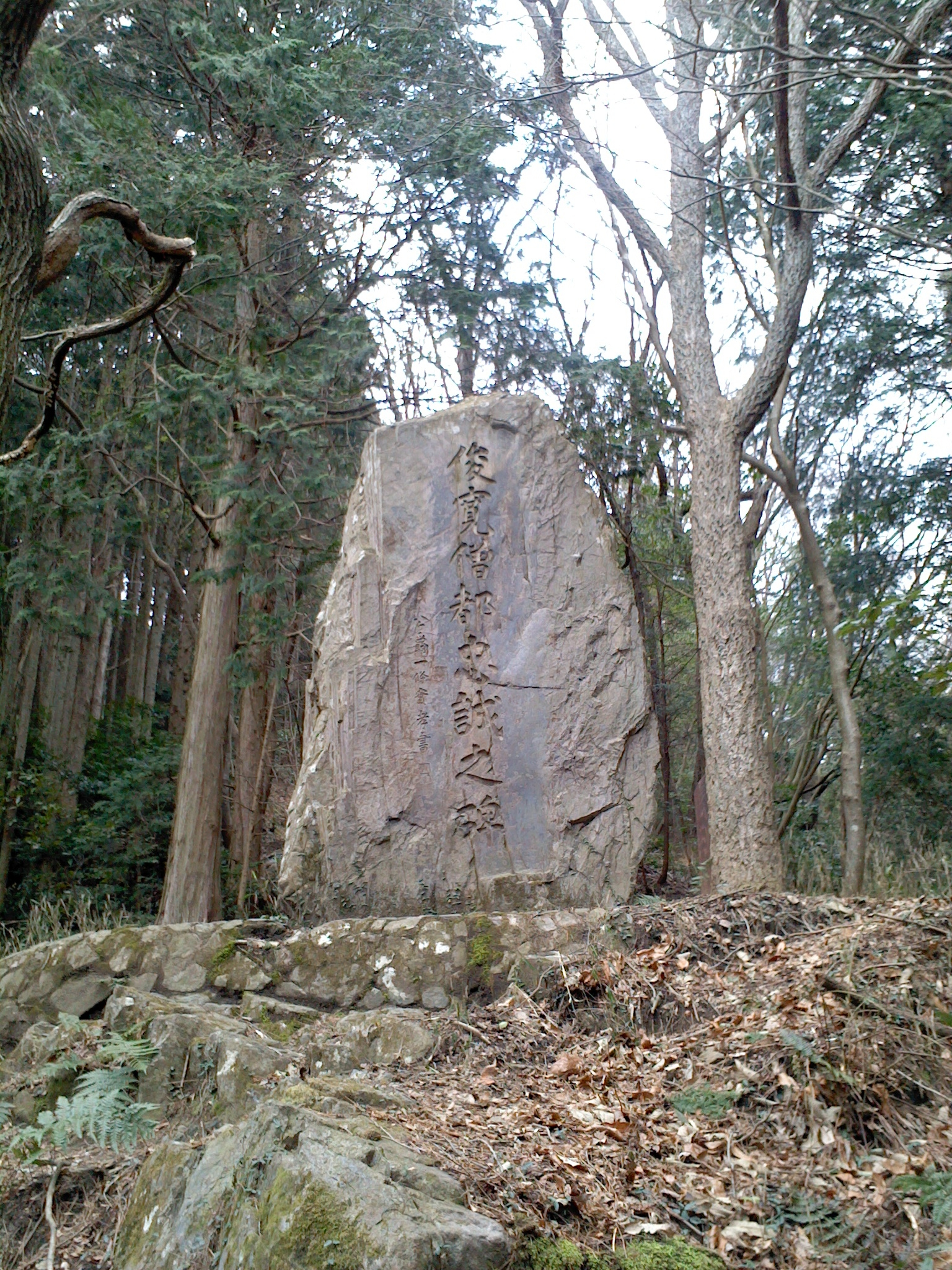
俊寛僧都忠誠の碑

鹿ヶ谷霊鑑寺、瑞光院（浪切不動）付近からも入山が可能で、園城寺に至る道は如意越と呼ばれた。崇徳上皇や以仁王などが用いたゆかりがあるほか、合戦にまつわり言及されることがある。このルートは千人塚近辺で慈照寺からのルートと合流することもできるが、そちらと比較すると若干きついルートであるという。また慈照寺からのルートに合流せず登り続けると、如意寺由来の楼門の滝（楼門の瀑布、または如意滝。高さ約10メートル）がある。さらに登ると、1935年9月または1944年に「平家物語」などに因んで祇園十二段家西垣精之助により建てられた高さ3メートルの石碑、「俊寛僧都忠誠の碑」がある。周辺に桜も数百本植えられ「瓶子桜」とも言われたが、1957年には既にその数をかなり減らしているという。また、碑の下には硫黄島の石も埋められた。また近辺の谷は俊寛らの談合に因んで「談合谷」と呼ばれ（鹿ケ谷の陰謀も参照）、これについても石碑が建てられている。このルートは火床は通らず、大岩（奇石）を経由し大文字山山頂より東の「四つ辻」に到着するかたちである。
南禅寺付近、蹴上の日向大神宮からの入山は脇道が多いが、これは「京都一周トレイル」の東山ルートでもあり、道標が 完備されているため、安心してハイキングを楽しむことができる。このルートも火床は経由せず、一旦は京都から見て裏手になる「四つ辻」に到達する。標高差は約413メートル。慈照寺付近に下山するとすれば、行程はおおよそ3時間ないし3時間20分程度である。
京都側からの以上3つの登山道は大文字山東方「四つ辻」近辺で一旦合流し、大津側へ向かうのであれば、改めてさらに東に分け入る形となる。
山科からの入山は山科駅北方、山科川の上流安祥寺川のほとり、毘沙門堂付近からのものなど。途中で南禅寺・蹴上ルートと合流し四つ辻に至り、毘沙門堂から大文字山山頂までは約90分。

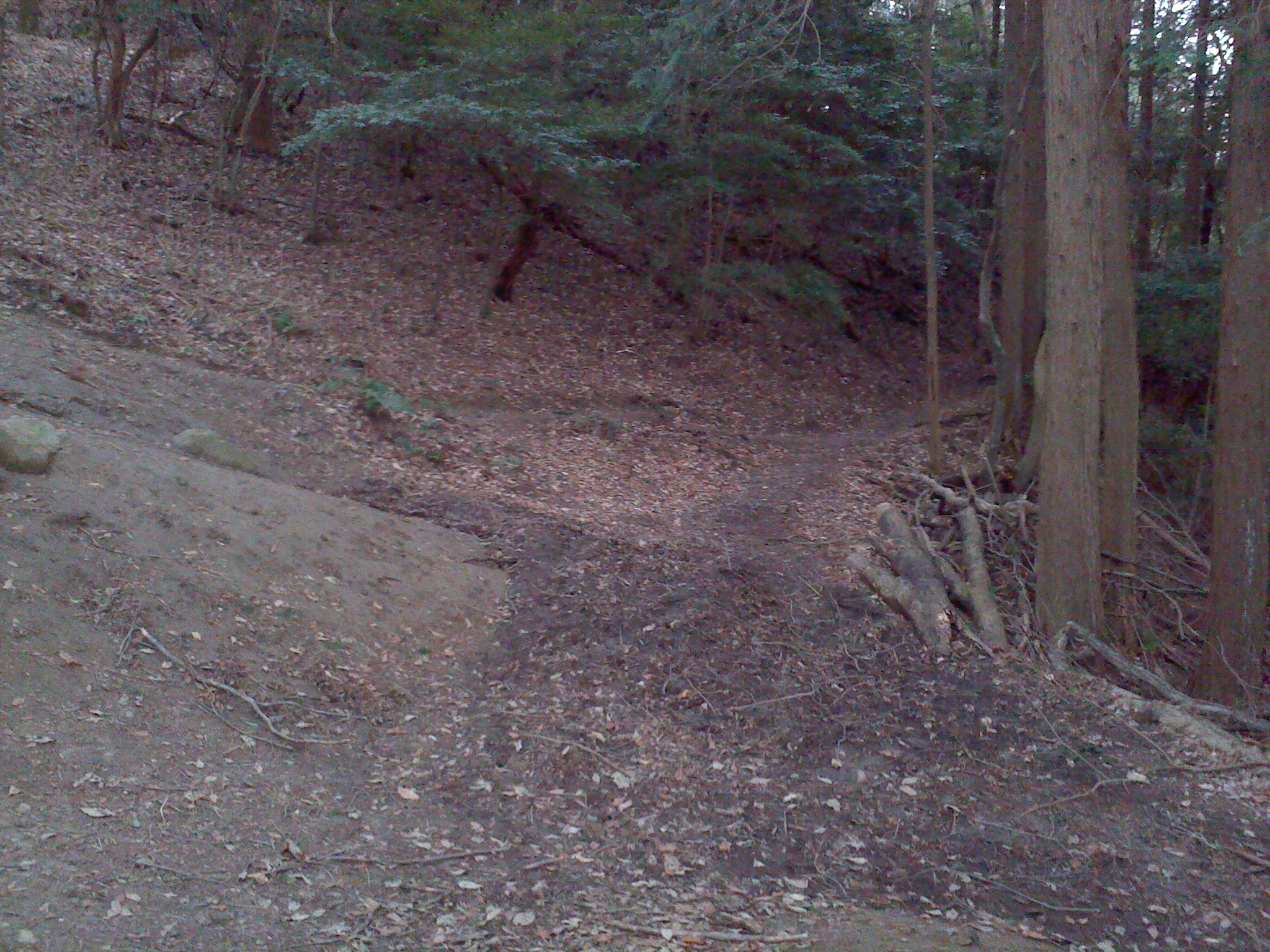
四つ辻

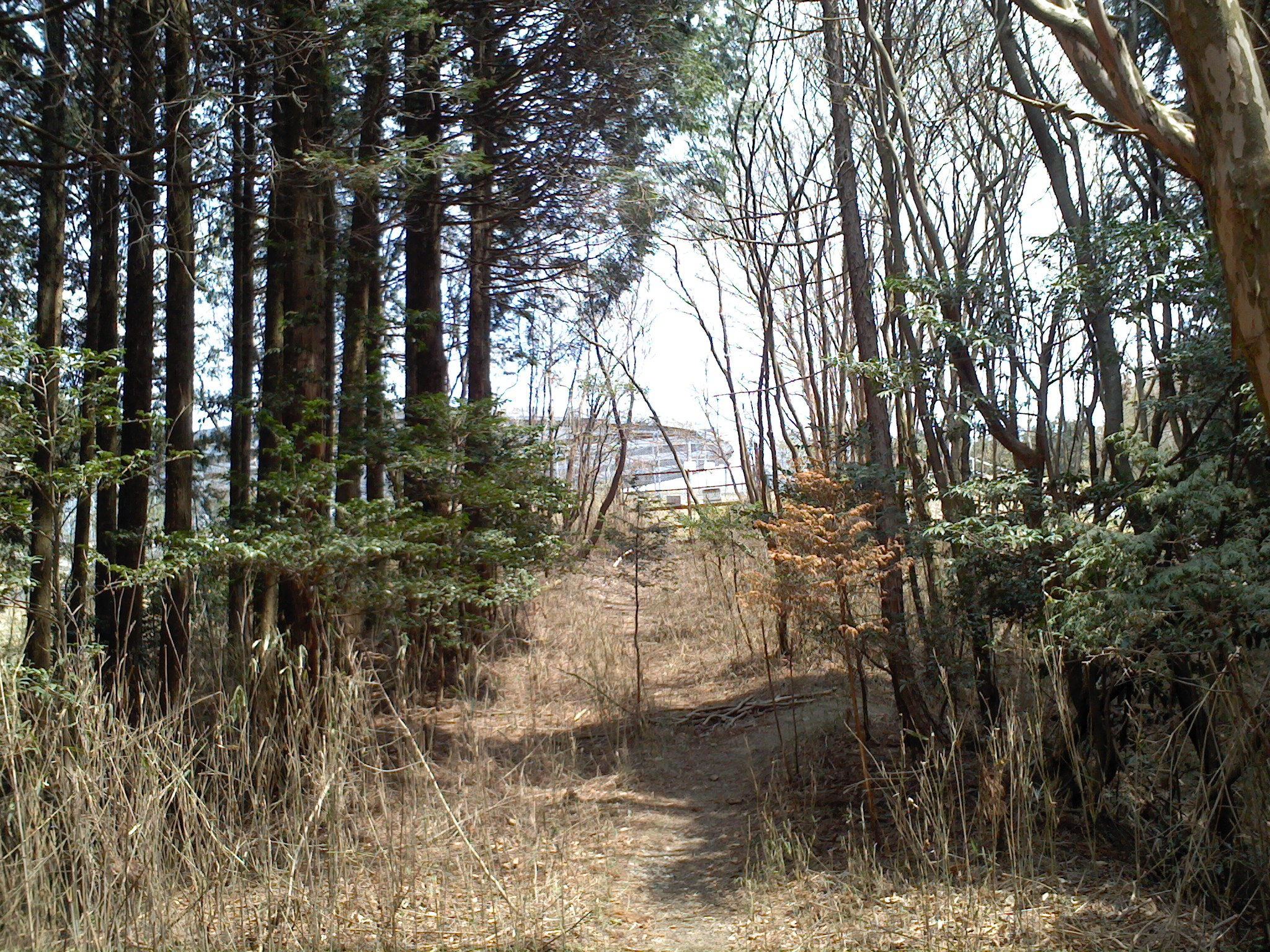
西より如意ヶ嶽山頂を望む。山頂は大阪航空局大津航空無線標識所に占有されている。

大文字山山頂および「四つ辻」東はおおよそ、「雨神社」（雨社大神）を通過し如意ヶ嶽山頂に至る。ただし山頂には大阪航空局大津航空無線標識所があり、立ち入りは制限されている。なお「雨神社」から北へ向かうと「池ノ谷地蔵」（後述）、「薬草園」があり、その北方は比叡平である。この付近から南東へ向かえば山科盆地（大津市藤尾近辺）へ、東にルートを取ると滋賀県大津市に入り、皇子山カントリークラブ近辺を経由し、長等山-園城寺に至る。
大文字山では、2017年に10件、2018年に9件の遭難が発生。2014年-2016年の2件から増えた。京都観光や登山の人気が高まり、軽装で入山する人が増えた影響が指摘されている。大文字山は送り火の火床が京都市街から見える近さであるものの、脇道や山塊の連なりで方向感覚が狂いやすい箇所も多く、注意が必要である。

## 地学・動植物

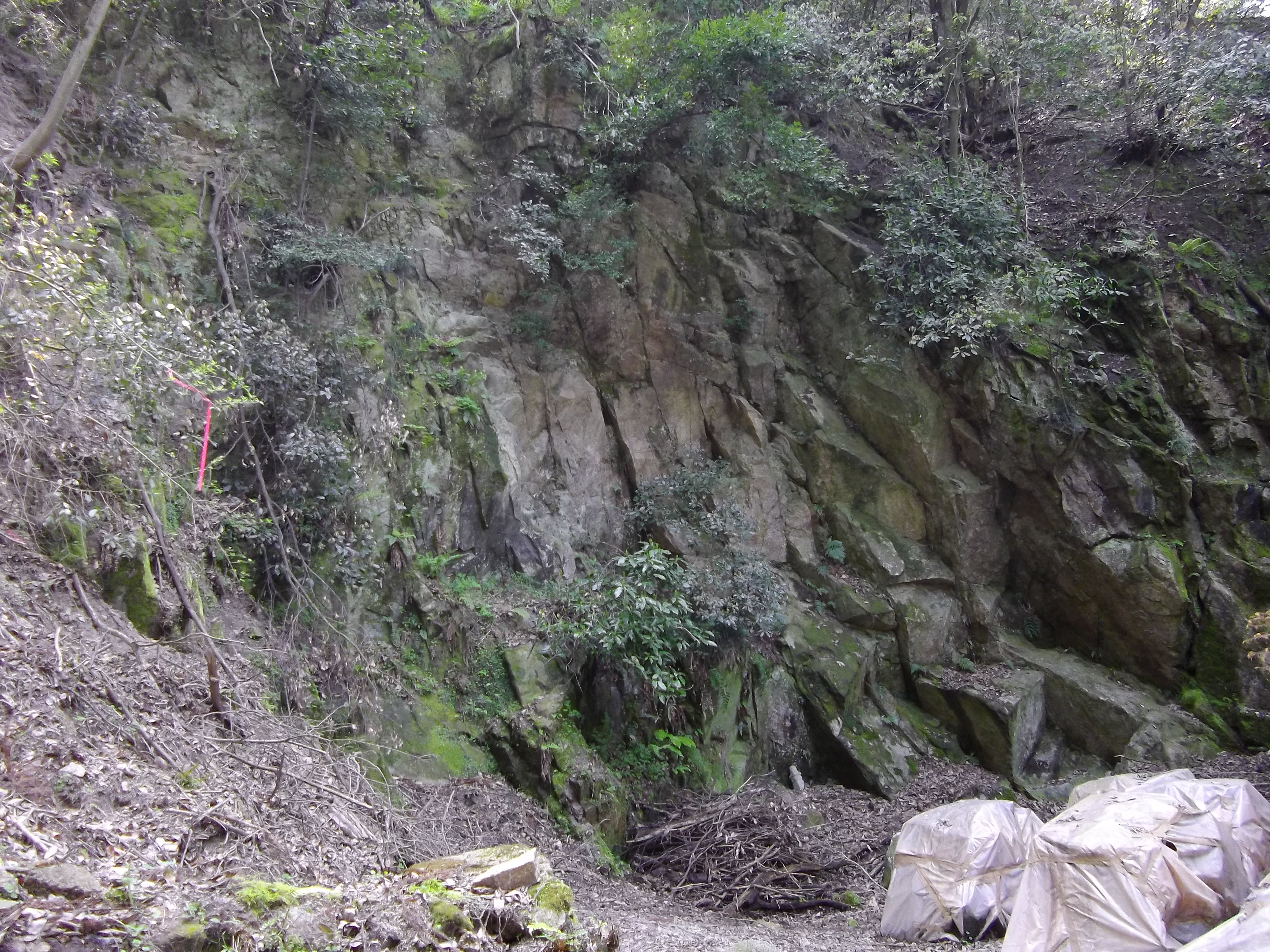
太閤岩

大文字山と如意ヶ嶽の稜線（おおよそ、東西のライン）を境に北側、比叡山との間を花崗岩質が占め（北白川花崗岩）、そこを白川が流れ、白川扇状地を形作る。南側が丹波層群と呼ばれる堆積岩。その境目はホルンフェルスとなっている。すなわち風化しやすい花崗岩が浸食され、そうでない部分がそのまま残った結果、如意ヶ嶽・大文字山から比叡山にかけての山容が形作られたものである。
大文字山・如意ヶ嶽（あるいは東山）については広葉樹を中心多様な植物が見られるが、北部については前述の通り花崗岩地帯である。この区域については風化が激しく植物は極相に遷移するには至らず、また土壌も痩せており、アカマツ、コナラなどが多く見られる二次林となっている。また、酸性土壌によく見られるツツジ科植物なども生育し、アカマツ林ではかつてはマツタケも多く見られていたという。その他スギやヒノキの植林地などもある。
なお東山国有林は明治初期の「社寺上知令」で社寺から国に管轄が移ったのであるが、その際に社寺側が、せめて木材を伐採・売却してから返還を行おうとしたため、伐採跡となってしまった。その後の伐採禁止令後まずアカマツが成長し、昭和初期cには東山国有林の70%がアカマツで占められていた。そしてその後シイ林へと植生が遷移していったという。2007年現在マツノザイセンチュウによる松枯れの被害などもあり、東山国有林の西側(京都側)は大部分がシイ林となっており、今後も拡大が続くとみられている。これについては景観を乱すとして、対策が協議されている状態である。ただしこれは東山国有林全体の話であり、必ずしも銀閣寺国有林に直接当てはめられる話であるとは限らない。その後、東山国有林は、1994年、ユネスコの世界文化遺産に清水寺と慈照寺が登録されたことにより、全域が「世界文化遺産貢献の深林」に設定されている。
大文字山に生息している哺乳類は大型ではニホンザルイノシシ、キツネ、タヌキ、ニホンジカから、ムササビ、ニホンテン、数種類のコウモリ。小型では何種かのネズミに至るまで、18種ないし20種程度。最も良く見られるのはムササビであるという。野鳥も多く見られ、『フィールドガイド 大文字山』にも数十種類が挙げられている。
昆虫類はクワガタムシなどが見られる。大文字山に生息するクロシジミは京都では他にこの近辺の音羽山、比叡山にしか生息しておらず、絶滅の危機にさらされているという。

## 送り火

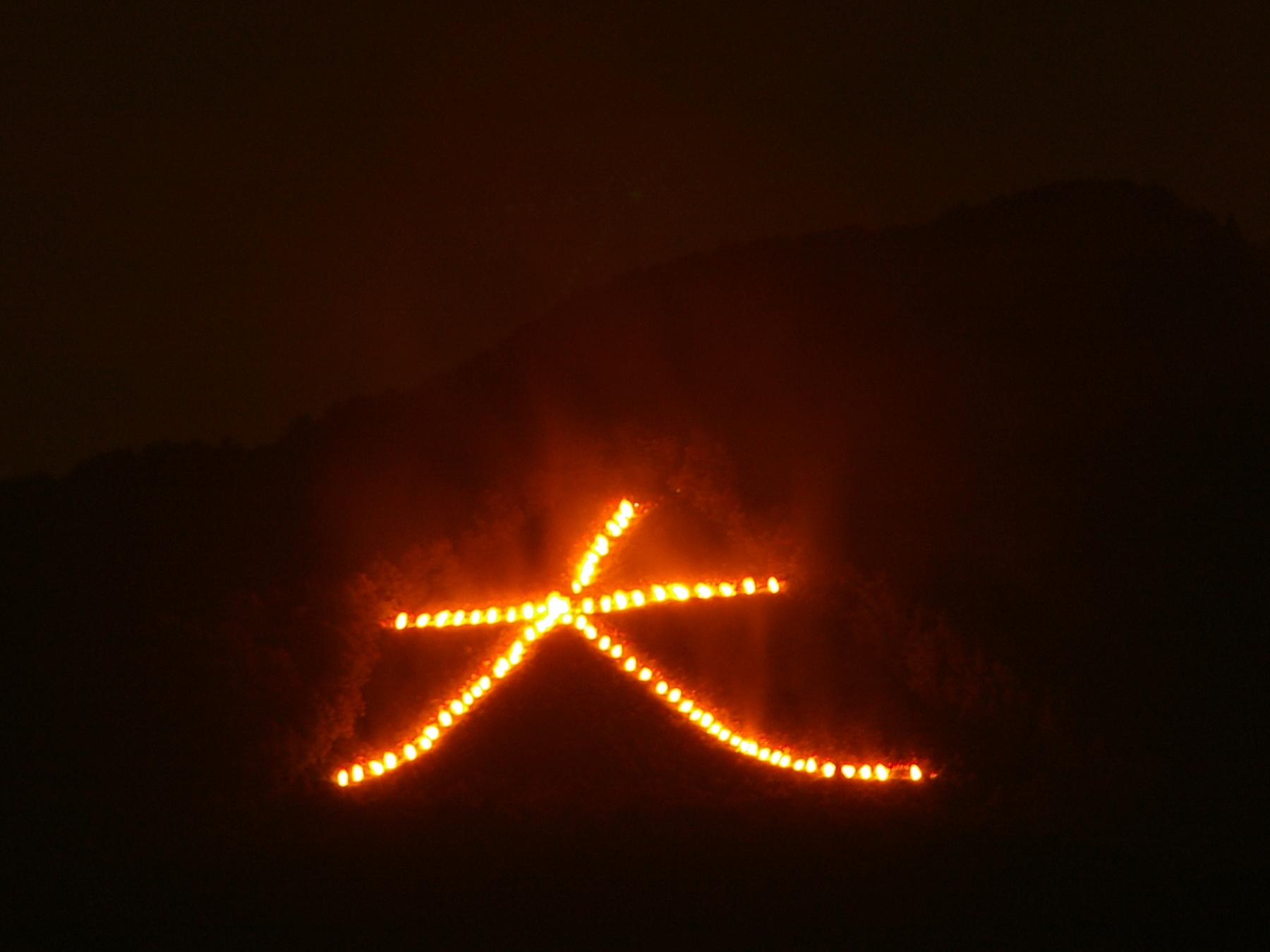
大文字の送り火

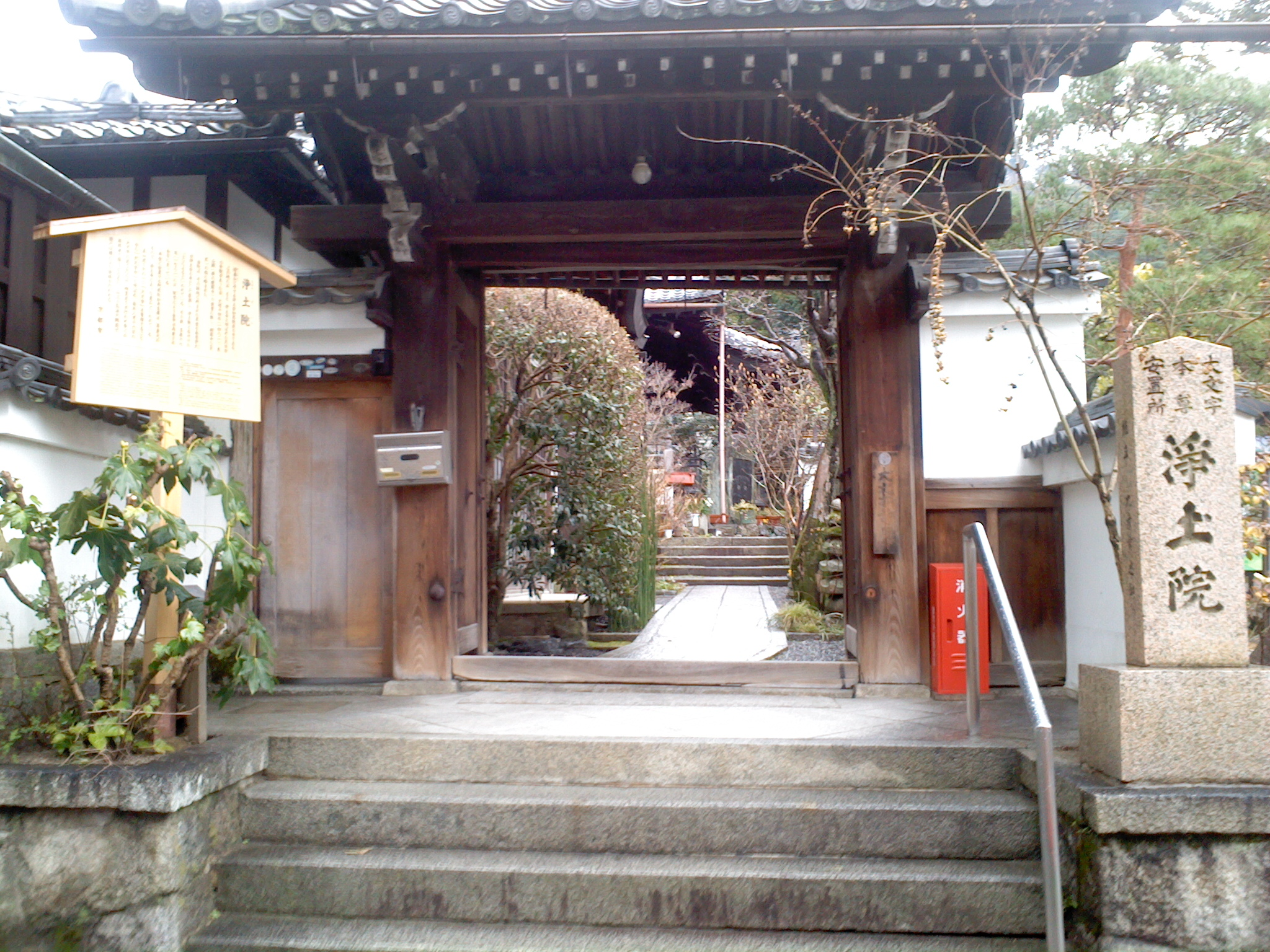
浄土院

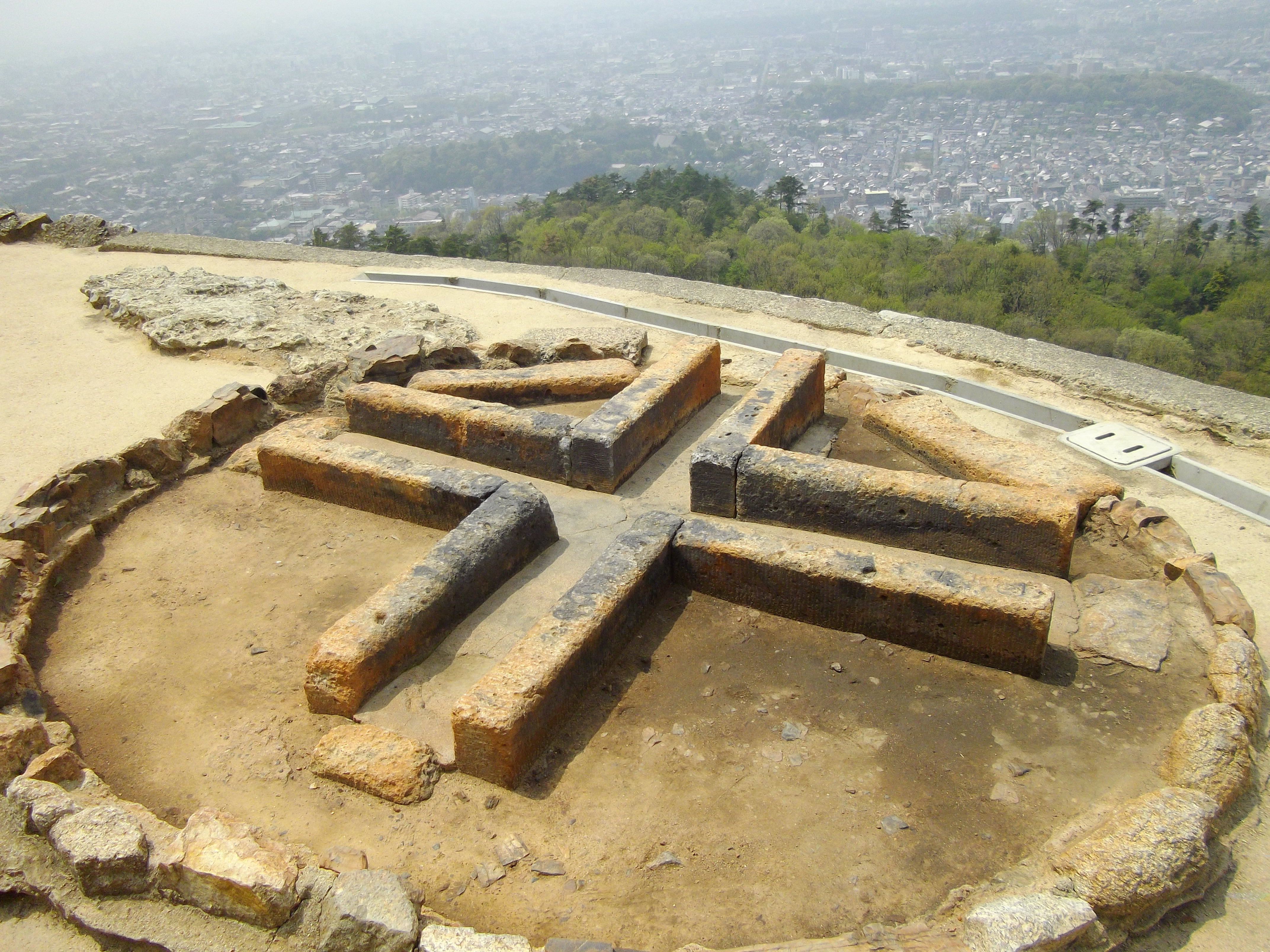
大の字の中心・金尾の火床

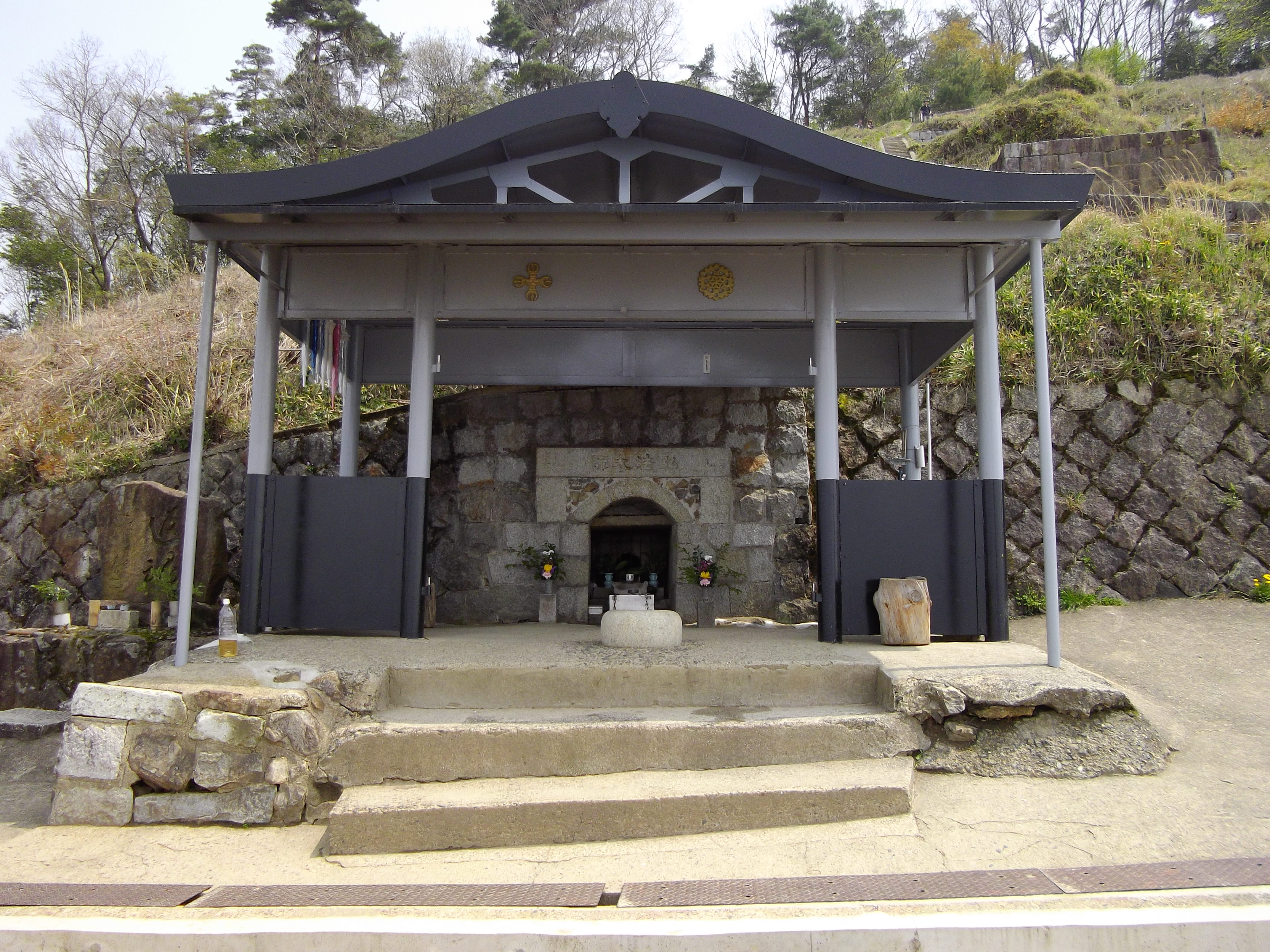
金尾にある弘法大師堂

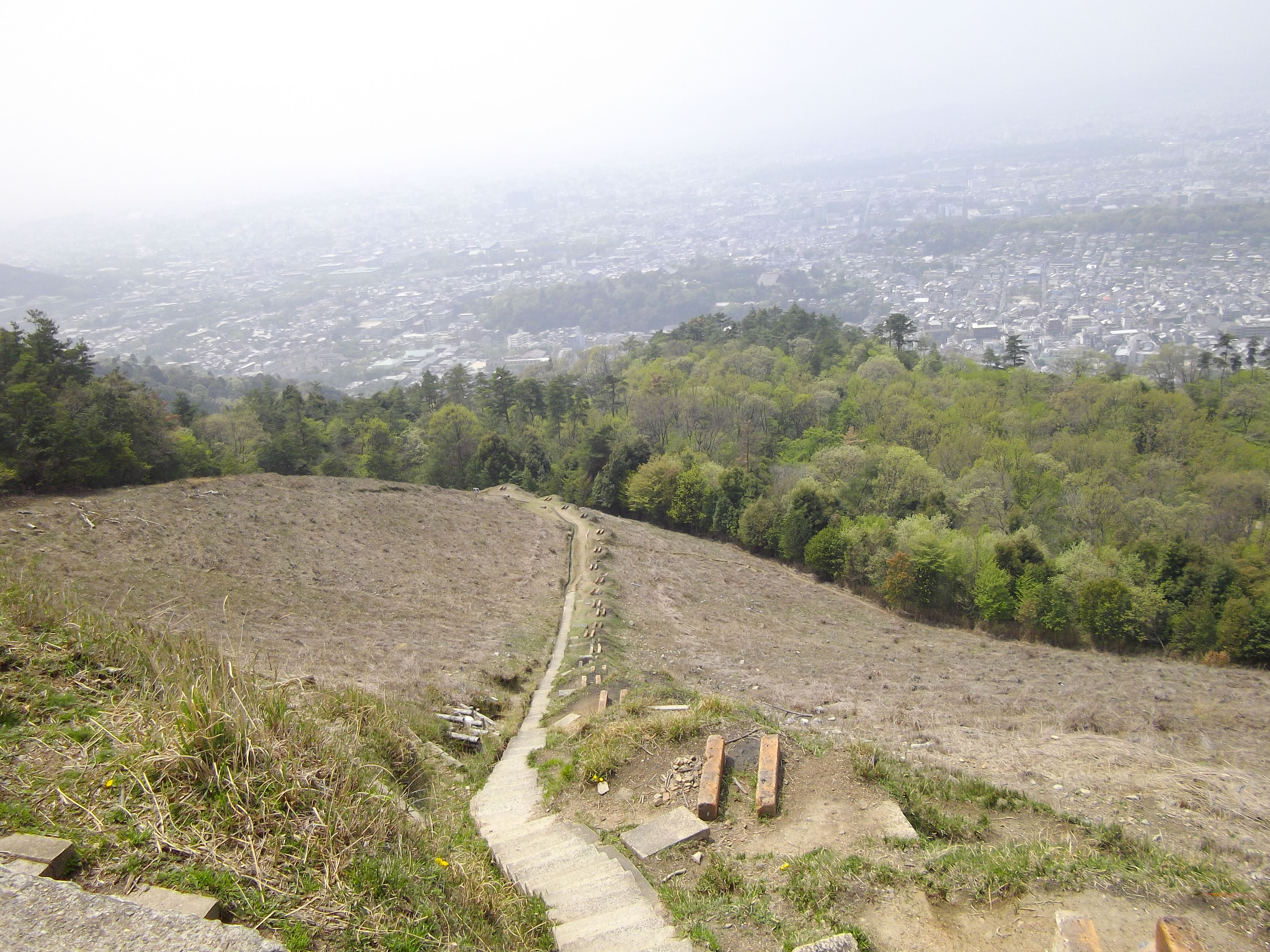
第3画、右の流れを金尾から望む。

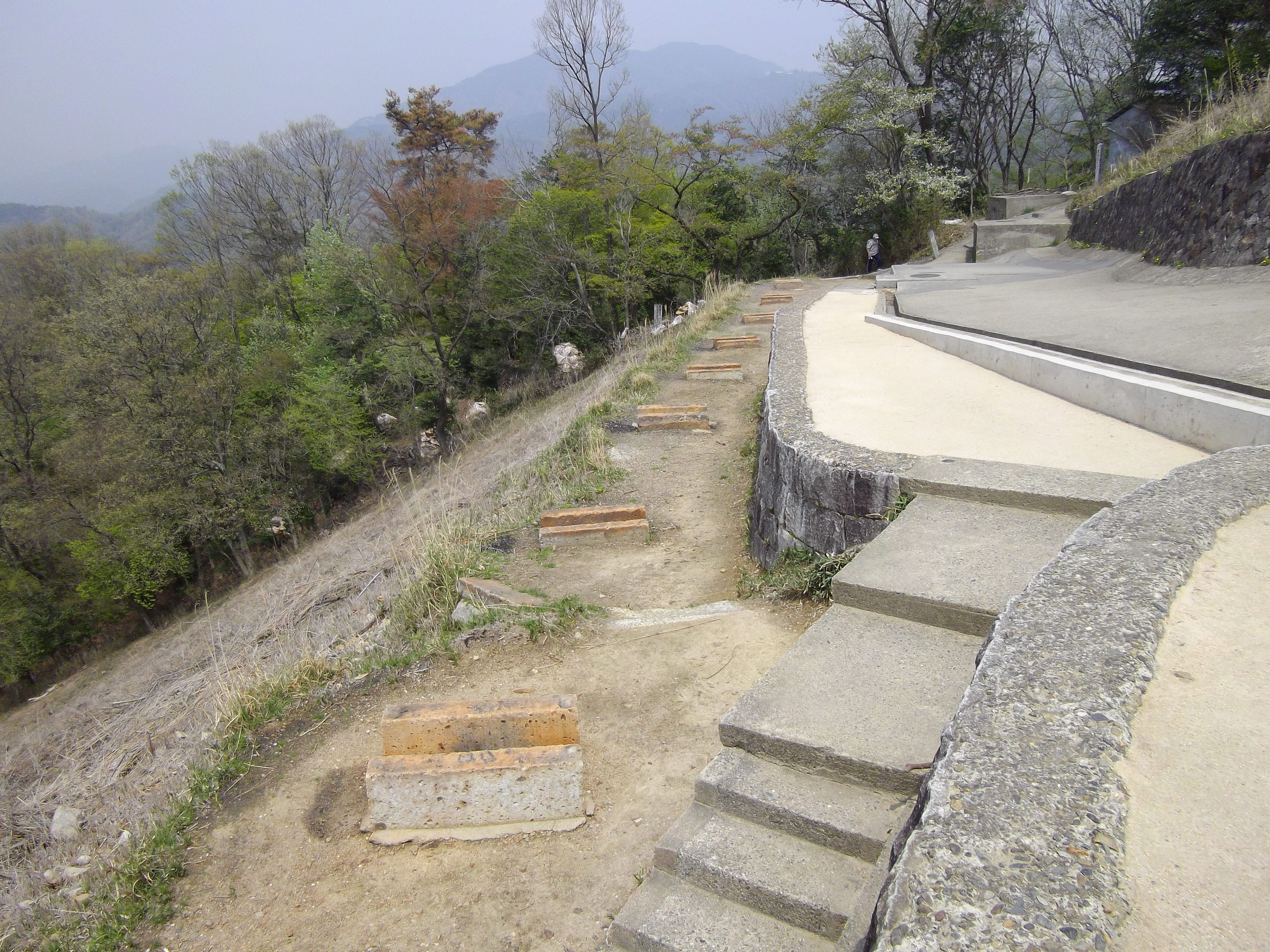
第1画を金尾から望む。銀閣寺からの登山道を上りきった人物が見える。

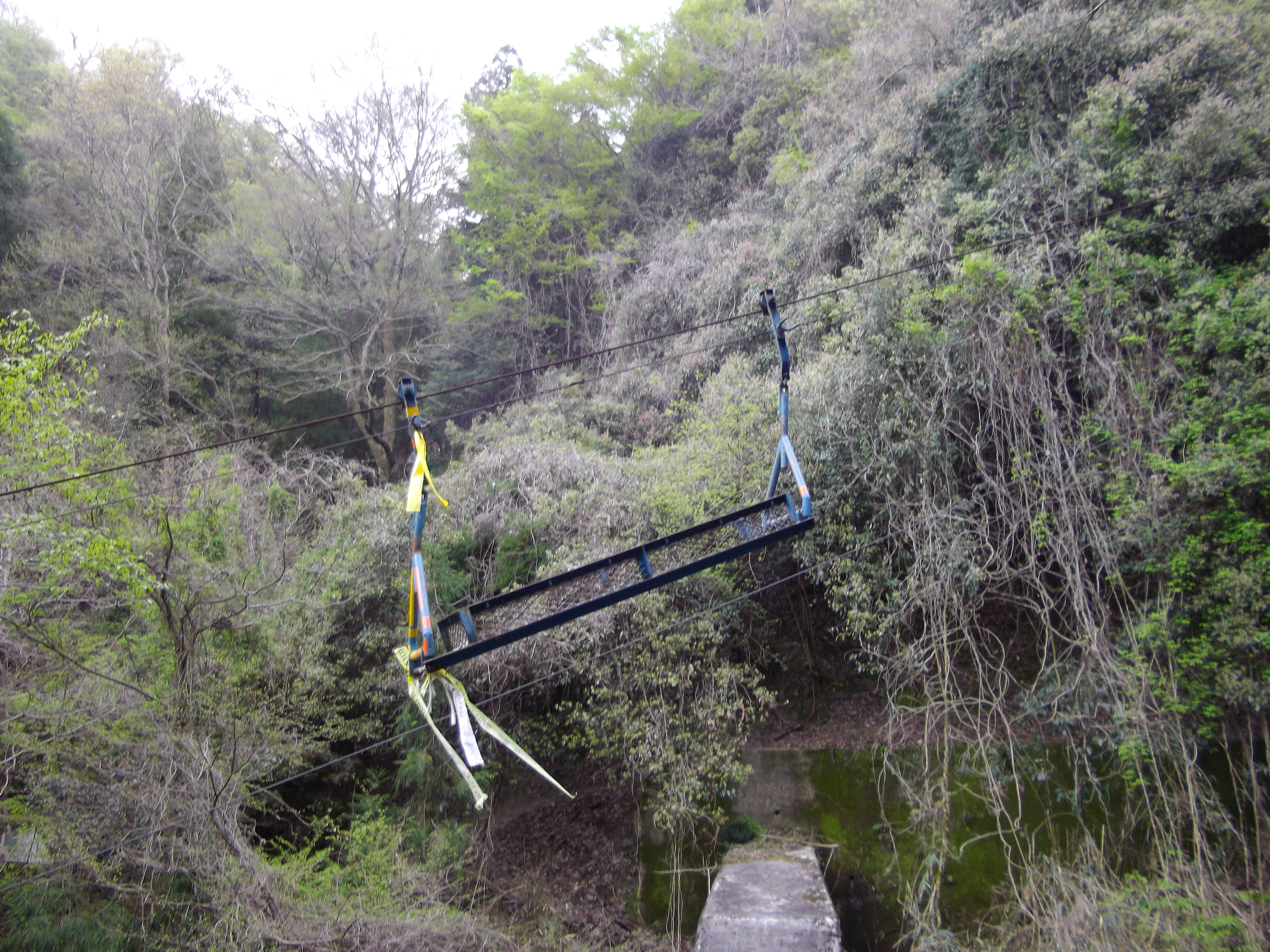
薪を運搬するリフト

毎年8月16日（かつては旧暦の7月16日であった）、19時半ごろには大の字の中心（金尾、カナワ、カナオ、カネオ）にある弘法大師堂で行事・般若心経の読経が開始され、20時から「大」の字の送り火が行われる。運営は大文字山麓、浄土寺界隈の民間人らの組織する保存会が行っている（後述）。ちなみに火床周辺は昭和13年/26年の地形図では「大文字霊場」と記されている。また『京都故事物語』によれば、辺りの面積は7,000坪程度であるという。この送り火は本来の盂蘭盆の「送り火」としての意味だけではなく、都の安寧や悪霊退散を願うものでもあったともいい、家内安全や無病息災なども願う伝統的・包括的な宗教行事である。
「大」の字は第一画の横棒を一文字といい80メートル、第二画の左払いを北流れといい、一文字より上に突き出した字頭（じがしら）部を含め160メートル、第三画の右払いを南流れと言い120メートル。火床の数は大の字中心より上が9、左が8、右が10、左払いが20、右払いが27。これに大の字中心の「金尾」を加え合計で75。
他に妙法、左大文字、船形、鳥居形でも行われ、これらを併せて「五山送り火」とし、京都の夏の風物詩の一つである。現在は20時ちょうどに、五山の先頭を切ってこの大文字が全火床一斉に点火され、25分から30分程度燃焼する。なお、火床の所在地は京都市左京区浄土寺七廻り町1。
なお日本が太陽暦を採用してからは点火は20時に行われているが、それ以前、旧暦の時代においては、約1時間前、太陽暦採用後で19時ごろに点火されていたと言う説が、2014年、在野の研究家である青木博彦より提唱された。これは本居宣長 1756年『在京日記』に、送り火当日(当時の暦で7月16日)、ある人物の家を訪れたとあるが、この時に月が出るのを見たと記されていたことがきっかけとなっている。京都市の標高や国立天文台の公開数値から計算すると当日の月の出は20時6分ごろと推定され、日記の記述から本居の足取りを推測した結果、本居が三条大橋で大文字を見たのは19時16分ごろとしている。また送り火の燃焼時間を20分と推定し、19時16分ごろにはまばらに消え残っていたと記されていることから、点火時刻はその20分前の18時56分ごろとしている。なお当日の日の入りは18時46分であり、よって点火はその直後に行われたことになる。また日暮れは19時22分であるから、そのころには既に消火していた。このため送り火は現代の様な「夜間」ではなく、夕方、薄暮に行われていたことになる。青木は他にも1603年『慶長日件録』や1864年『花洛名勝図会』も分析し、明治時代に至ってもしばらくの間は19時ごろに点火されていたと結論している。また、当時は現在のように携帯できる照明器具が発達していなかったことも影響し、薄暮に行われたのではないかともしている。なお1780年『都名所図会』でも、送り火の紹介には「毎年七月十六日の夕暮」と記されている。
大文字山で燃やされるのは薪（アカマツ）が600束、松葉が100束、麦わらが100束。要するアカマツは25本、約4トン。前日の8月15日正午ごろより、慈照寺の門前で護摩木を受け付けている。薪については主に大文字保存会が管理する、大の字周辺およびそれより上部の約12ヘクタールにおよぶ共有林のものが使用されるが、近年マツクイムシによる被害や、時代の流れによるアカマツ林の手入れ不足・土壌の肥沃化(アカマツは痩せた土壌を好む)による影響などもありアカマツが減少。植林を行ったり、隣接する銀閣寺山国有林から融通されるなどして対応している。
各火床については古来は杭を立てそれに松明を結わえたものとなっていたが、寛文・延宝年間（1661年 - 1681年ごろ）には、薪を積み上げる形に移行した。近年までは単に土を掘ったところに薪を井桁に積み上げたものであったが、1969年以降、火床については細長い大谷石を二つ並べたもの（上から見ると「＝」の形状）に薪を井桁に積み上げるかたちとなっている。薪の間には松葉を詰め、周囲には麦わらを立てかけ、点火を行っている。
各戸の受け持ちは原則として1戸が2床で、負担を均等化するためか、古くから交代制になっている。「大」の中心である「金尾」は4戸、「大」の最上部、字頭のものは2床一組でこれを2戸で受け持つやはり大きなもの。また、担当した火床の燃え方が悪いとその家に不幸が続くとの言い伝えもあるという。
薪は毎年2月に切り出され、4月から翌5月まで火床近くの倉庫で乾燥させ、麓まで下ろし各家庭で保管。8月16日に再度火床まで運搬する運びとなる。
年一回の送り火のために多大の準備を要し、切り出しのほかにも各所の下草や雑木の刈り取り、近年比較的入手困難な麦わらの確保、火床の維持管理など多岐にわたるものであり、また地元民も現在は農民というわけではなく作業への慣れの問題もあり、負担は大きい。2004年『京都・火の祭事記』によれば中心メンバーはほぼ毎週の土曜日曜、その他は年間平均約10日をボランティアに充てている。
送り火当日の作業人員は総計約300名。雨への備えのため、火床への薪上げは当日まで行われない。かつて作業者は1週間前から沐浴・酒肉断ちなどを行い、当日には1束10キログラムの薪束を一人2束担いで1.5キロメートルにおよぶ山道を4回登ったというが、1972年にはこれに代わり約400メートルのリフトが設置され、途中からはそれを用いている。
また送り火当日には事故に備え、消防および消防団の協力も見られているほか、京都市文化財保護課職員による立ち会いもあり、関係者が消火を確認してから下山するのは、22時以降になるという。
送り火の由来については諸説あり様々な文献で様々な説が見られるが、送り火という性質上、仏教が伝来し民衆に深く根付いた時代より後のことであると考えられる。また公式な記録が見られないことから、為政者・権力者の側ではなく、民衆の側より発生したのではないかと見る向きもある。送り火について言及している最も古い文献は慶長8年（1603年）の『慶長日件録』7月16日に「山々灯を焼く」と記されているものである。その後、江戸時代に発刊された各種の都案内本の類ではほとんどで送り火への言及が見られたが、何故か地図への反映は遅れ、駒敏郎によれば1709年(宝永6年)の「京絵図」が最も古い。
- 足利義政説、延徳元年（1489年）、足利義政が病によってその息子である足利義尚を亡くした時に、相国寺の横川景三らによってなされたというもの。『山城名跡志』など。大文字山が慈照寺領であったことを示す資料があるといった意味で有力視されている[8][* 29][65][7]。
- 空海（弘法大師）説。平安初期、弘仁年間に悪病が流行したとき、弘法大師が山頂でゴマ行法を行ったというもの。また『都名所図会』、『花洛名勝図会』では、浄土寺が炎上した時に本尊である阿弥陀仏がこの峰に飛び去り光明を放ったものを、弘法大師が大文字に改めた、と記されている[57][86][65]。その他にも空海説はいくつか見られるものの、弘仁年間より近世に至るまで大文字について触れられている文献が無く、この様な古い時代から行われていたとも考えにくいといった意味で、真実性については疑問が残る[61][65][87]。ただし前述のように、火床中心部に弘法大師が祀られていることも事実である。
- 近衛信尹説。中川喜雲、1662年『案内者』によれば、「大文字は三藐院殿の筆画にてきり石をたてたりといふ。」。先述『慶長日件録』が1603年、近衛信尹の没年が1614年と時代が近いことを考慮すると有力な説であるという[61][19]。

また『新撰京都名所図会』では、如意ヶ嶽（大文字山）が送り火の山として選ばれた理由を、この山裾一帯が埋葬地であったが故に、それにふさわしかったのではないかとしており、『京都市の地名』ではそれに加えて、この山が洛中のどこからでも見ることができたからではないかともしている。
「大」の字の意味についてもやはり諸説あり、「大」の字を人の五体に見立てたとの説もあれば、仏教法相学でいうところの「四大」、すなわち地、水、火、風が由来であるとも言われ、「大」の字が五芒星を表す、さらにはこの五芒星は北辰、すなわち北斗七星または北極星になぞらえたものであるとの説もある。
火床の数は5位75法、すなわち75の煩悩が由来であるとする説があり、地元の浄土院もこれを採用している。ただし古い文献によれば火床の数は（そして火床の大きさも）まちまちであった。『雍州府志』では72または59余り、『京都坊目誌』では69床などがその一例である。

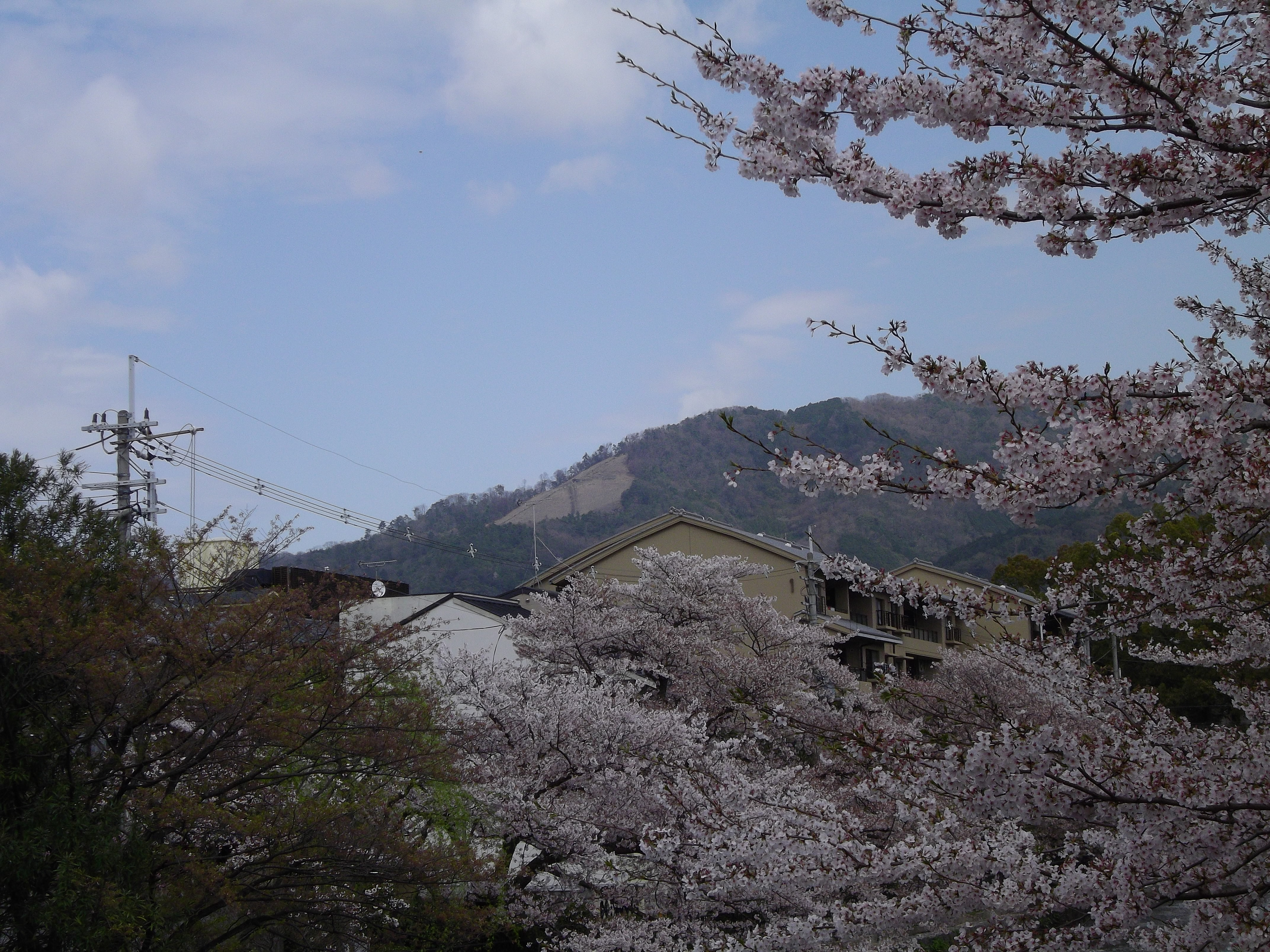
岡崎の疏水縁より大文字を望む。

「大」の字の筆者についてもこれもまた諸説あり、前述の近衛説であれば1662年案内者によれば近衛信尹の、1658年『洛陽名所集』によれば青蓮院門主の、1684年『苑萄泥赴』または1711年『山州名跡志』によれば相国寺の横川和尚の筆などとされ、1684年の『雍州府志』でも謬伝が多しと紹介されている。また、大の字の向きについては、相国寺または室町御所を向いているという説、または、特に御所の池に映る様に向いている説や、一条通を向いているという説などがある。ちなみに大の字は丸太町通あたりより以南は段々と見えがたくなり、三条通からは半分程度しか見えない。一見Kの字に見えるため、かつては外国人観光客が「KYOTOの頭文字だ」と勘違いするようなこともあったらしい。
この節全体についての参考文献は以下を参照。

### 大文字保存会
もともとは京都の愛宕郡浄土寺村、浄土院（浄土宗。慈照寺建立前よりこの地に在った「浄土寺」が移転した際に残された堂が寺となったもの。通称大文字寺）檀家の農家が送り火の行事を維持していた。2000年現在の地名で言えば、左京区の銀閣寺町、銀閣寺前町、および浄土寺東田町、浄土寺南田町、浄土寺石橋町といった地域である。
現在は「特定非営利活動法人、大文字保存会」（NPO、1999年9月より）が管理・運営に当たっている。1995年の文献によれば、少し前までは財源の確保にも苦労しており、寄進者を捜し歩く始末であったという。
なお担当する家は、文献によるが50戸前後であるとのこと。

### 送り火の中止と白い送り火
太平洋戦争下にある1943年（昭和18年）、主として連合軍の空襲への備え、防空上、灯火管制上の観点から、送り火の点火は見送られた。屋外での焚火等が禁止されており、空襲警報発令時に即座の消火が困難であるとみられたためという。そのため同年8月16日は早朝より第三錦林小学校の児童400人とその他一般人400人、計800人が白いシャツを着用し大文字を登り、ラジオ体操を奉納し、これに代えることとなった。当時の京都新聞では「英霊を送る」ともされている。
翌1944年には錦林小学校および第二、第三、第四錦林小学校の児童が人文字を表し、1945年も中止となっていたが、終戦より1年余りが過ぎた1946年8月16日には4年ぶりに送り火が行われた。
2012年（平成24年）3月11日午後には、前年発生した東日本大震災の追悼のため、第三錦林小学校児童および地元住民ら約400人により、白い紙で大の字を作った。
なお、冬季積雪時「大」の字が白く浮かび上がった様子を「雪大文字」と言う。

### 大文字中止騒動
1962年（昭和38年）、送り火に対する京都市の助成金が少なすぎ、また人手も足りず崩れた火床の補修もままならないこと、市が地元民の会談の要請を無視して大文字の麓の韓国学校に建設許可を与えたことへの反発により、8月12日、大文字保存会は送り火の準備作業である山道と火床の整備を停止。8月12日、総会での投票の結果賛成多数で送り火の中止が決定、点火はせずに大師堂での護摩法要だけを行う見込みとなった。また翌13日には地元有志70名が市に韓国学校の建設中止を陳情。
この年は折しも阪急京都本線の延長工事のため、祇園祭の山鉾巡行が中止となっており、京都市は説得を開始。京都市が韓国学校に工事の中止を勧告したほか、今後の協力の見込みが立ったことや、市民からの寄付金が寄せられるなどしたこと、また14日朝から京都市が労働者50人を供出し参道の整備作業を開始し、さらに保存会役員や地元長老が説得に動くなどした結果、14日夜の総会で一転、満場一致で送り火の決行が決定し、送り火は無事に点火された。
1980年（昭和55年）2月、火焔・残り火の消火、および万が一それが類焼におよんだ時などの責任の所在を問題とし、また前年7月よりの申し入れにも拘らず市・消防当局の対応に誠意が見られないことを理由に、大文字五山保存連合会は送り火の中止を決定した。
これまで消防側は「（焚火と同じで）火を点けた者が責任をもって消火するべきである」としており、また万が一の類焼時には地元民に全ての責任を負わせるかたちとなっており、保存会側は過重な負担を強いられていると主張。結局は5月に京都市が残り火に責任を持つとすることで合意し、送り火は継続されることになった。このほか、送り火当日の一般人の立ち入りも制限されることとなった。

### 臨時点火
大文字は節目節目の慶事などで点火されることがある。ただし現在、地元ではこのような点火には抵抗が強いようである。
1890年（明治23年）
4月8日、琵琶湖疏水開通を祝して点灯。
1891年（明治24年）
5月9日、ロシア皇太子（ニコライ2世）の来日・来京を歓迎するため、大文字、左大文字、船形、妙法の点火が計画された。実際に点火も行われたと見られる。
1895年（明治28年）
5月15日、日清戦争の勝利を記念し、「祝平和」の文字が灯された。
1905年（明治38年）
6月1日、日本海海戦での大勝利を祝い、第三高等学校生徒650名により、大文字の点火が予定された。ただし新聞には実際に点火されたとの続報はなく、また6月10日に人文字のかたちで行われたとの説もある。
11月25日、日本海海戦大勝利の立役者にして連合艦隊の指揮艦、東郷平八郎提督の凱旋を歓迎し、大文字が灯された。
1935年（昭和10年）
4月3日、前年の室戸台風で甚大な被害を被った東山の木々を慰めるために点火された。東山国有林は全面積が251ヘクタールあるが、その内58ヘクタールが立木に30%以上の被害を受けた。その後清水山では景観回復のために植栽が行われている。
2000年(平成12年) 大晦日
21世紀の到来を記念して21時から「五山」の送り火が灯された。京都新聞によれば、五山揃って8月16日以外に点火されたのは前例がないことであるという。

### 送り火の延期
1963年（昭和38年）には翌年に予定されていた1964年東京オリンピックも絡めて火床を新調し、さらには前夜祭を催した上で点火時には京都府仏教会により市内の各寺院が鐘を鳴らすなど、大きな規模で送り火が行われる予定で、比叡山などにも多くの見物客が詰めかけていた。
しかし当日の京都市中心部は16時半ごろから集中豪雨に見舞われ、浸水や停電などの被害が発生。他の四山については決行されたものの、大文字山では身動きもままならないほどの豪雨に見舞われ点火の準備もままならず、翌17日に延期となった。当時の京都新聞によれば「大文字」のみが中止したのは恐らく初めてではないかとのことである。
ところが翌17日も断続的な降雨に見舞われ、やむを得ず雨間を縫って予定より25分前倒し、19時35分の点火を決断せざるを得なくなった。しかしながらそれについての広報が万全には至らず、市民の多くが気付かない内に、送り火は終了。見物客もまばらといった次第であった。その後京都市役所などには送り火はまだ点かないのか、との問い合わせが寄せられたが、もう終了したと告げられた市民は憤慨したという。
その他近代では1913年（大正2年）、豪雨のために18日に延期されたとの伝承があり、1935年（昭和10年）は夕立のため16日には「左大文字」と「船形」のみしか点火できず、「大文字」の送り火は翌17日に延期された例がある。1963年の『京都新聞』によれば、1934年と1935年は（先の報道と矛盾するが）台風での倒木のため延期されたとしている。

## 施設・史跡

### 中尾城・如意ヶ嶽城
如意ヶ嶽は京の東の口、京と大津を繋ぐ経路の一つとして要衝であり、如意城（にょいのじょう）、如意ヶ嶽城、あるいは中尾城と呼ばれる城が築かれていた。正確な所在については諸説あり、慈照寺の裏に当たる中尾山とも、如意ヶ嶽と大文字山の間であるとも言われているが、現在は二つ存在したとする説が有力である。
一つは中尾城と呼ばれ、如意ヶ嶽の北西の支峰、中尾山に遺構が見られている。1549年（天文18年）には12代将軍足利義晴および細川晴元が築城を行ったとされ、『万松院殿穴太記』ではその威容について「名城」であるなどと言及している。義晴は翌1550年（天文19年）5月に没し、嫡男の13代将軍足利義輝は7月にこの城に移り、三好長慶軍と京都で戦闘を行ったが（中尾城の戦い）、11月に落城、焼失した。京都市遺跡地図台帳420。
もうひとつは如意ヶ嶽城などと呼ばれ、如意ヶ嶽山頂・大文字山山頂付近。『応仁記』巻三、応仁別記（15-16世紀ごろ）または大乗院寺社雑事記（1471年、文明3年）によれば、1469年（文明元年）5月に多賀高忠が如意ヶ嶽に布陣したとの記述がある。恒久的な築城がなされたわけではないと見られるが、現在も空堀や土塁などの遺構が残っている。京都市遺跡地図台帳423。
隣接地域には将軍山城、東岩倉山城など、他にも山城が見られる。

### 如意寺
かつて如意ヶ嶽山中に大規模な山岳寺院があった。これを如意寺（にょいじ）または如意輪寺と言う。近江の園城寺（三井寺）天台宗の別院で、比叡三千坊の一つ。開基は円珍（智証大師）であると伝えられ、多くの文献でもこの説が紹介されているが、円珍に関する文献では如意寺の創建について記されていないことなどから、これを疑問視する向きもある。長等山から鹿ヶ谷まで東西8キロメートルにもわたってその数幾十にもおよぶ堂舎僧房が築かれていたものである。園城寺所蔵『園城寺境内古図』では、50を越える建築物が記されている。
成り立ちについては明らかではないが歴史はかなり古いらしく、恐らく最も古くは938年の『貞信公記』で言及されており、さらに『今昔物語』巻15のほか、『続本朝往生伝』でも平安時代中期の公家、慶滋保胤が如意輪寺に住まっていたとの記述が見られる。また『天台宗 如意寺門跡歴代』では、健保年間の公胤が門跡初代である。鎌倉幕府ともゆかりがあり、二代目将軍源頼家の子、公暁も門跡を勤めた。
鎌倉時代に栄えたあと1336年(建武3年)、戦火に巻き込まれ焼失したが、『拾遺都名所図会』によれば、霊鑑寺尼公（後水尾院皇女）により鹿ヶ谷桜谷町あたりに小堂が再建されたという。明治の初年ごろに再び廃絶した。
現在でも多数の遺構が残り、瓦・陶磁器などが多く出土している。如意寺跡調査会らによれば本堂跡は標高415メートル、雨神社と如意ヶ嶽山頂の間、やや南の地点で東西30メートル、南北40メートル程度の平坦地。北、東、西は崖に囲まれ、南側は谷となっている。

### 千人塚
山中には「千人塚」なる石碑があり、これは太平洋戦争後期、山中に壕を構築していたところ大きな壺に入った大量の遺骨が発見され、それが祀られたものである。

### 池ノ谷地蔵
池谷地蔵、池地蔵（いけのじぞう）などとも。京都市左京区粟田口如意ヶ嶽町。如意ヶ嶽登山道山頂付近より北上、または比叡平より南下した辺りに在る。如意寺由来の地蔵菩薩像で、高さ約1.5メートル、『昭和京都名所図会』によれば如意越の道半ば。かつてはこの辺りの崖下に池があり、それが名称の由来であるとも考えられる。この池は現在は見られない。寺伝によれば浄土宗金戒光明寺に属し、江戸中期から信仰を集めた。また付近はホトトギスの名所であったようで、渡忠秋は「郭公をききに池の谷にまかりて」との詞書きで、「おく山のいけのあたりのほととぎす影さへみえて鳴わたりつつ」と詠んだ。春には山桜が見られる。現在、病気回復や商売繁盛で信仰を集めており、また境内には「薬草園」があり、多種の薬草が植えられている。

### 雨神社
雨社大神とも。かつてはここに赤龍社、龍王社、龍王祠（りゅうおうのやしろ）、龍王宮などと呼ばれる社があり、それを継ぐもの。大山祇命などが祀られている、雨乞いのための社。『京都坊目誌』によれば岡崎神社の末社。かつて如意寺の鎮守社であった。地図上では大文字山頂と如意ヶ嶽山頂の間に位置する。『昭和京都名所図会』によれば、1917年（大正6年）岡崎神社に遷されたが、その後再興。如意越の中程より北に分け入ったところにあり、7月16日に例祭が行われているという。かつては周囲に大きな池が有ったが、現在は小さな池と、かつての堤などが残るのみである。雨神社と赤龍社の同定が、如意寺発掘調査の足がかりの一つとなった。

### 八神社
天御中主神、高皇産霊神など宮中八神を祀っていることが由来で浄土寺村の地主神、浄土寺の鎮守社。延期年間創立、かつての名を十禅師社。かつては広大な社域を有していたとも言われ、「浄土寺馬場町」などの地名が往事の規模を偲ばせている。空海が比叡山に参るときに立ち寄ったとの伝承も見られる。

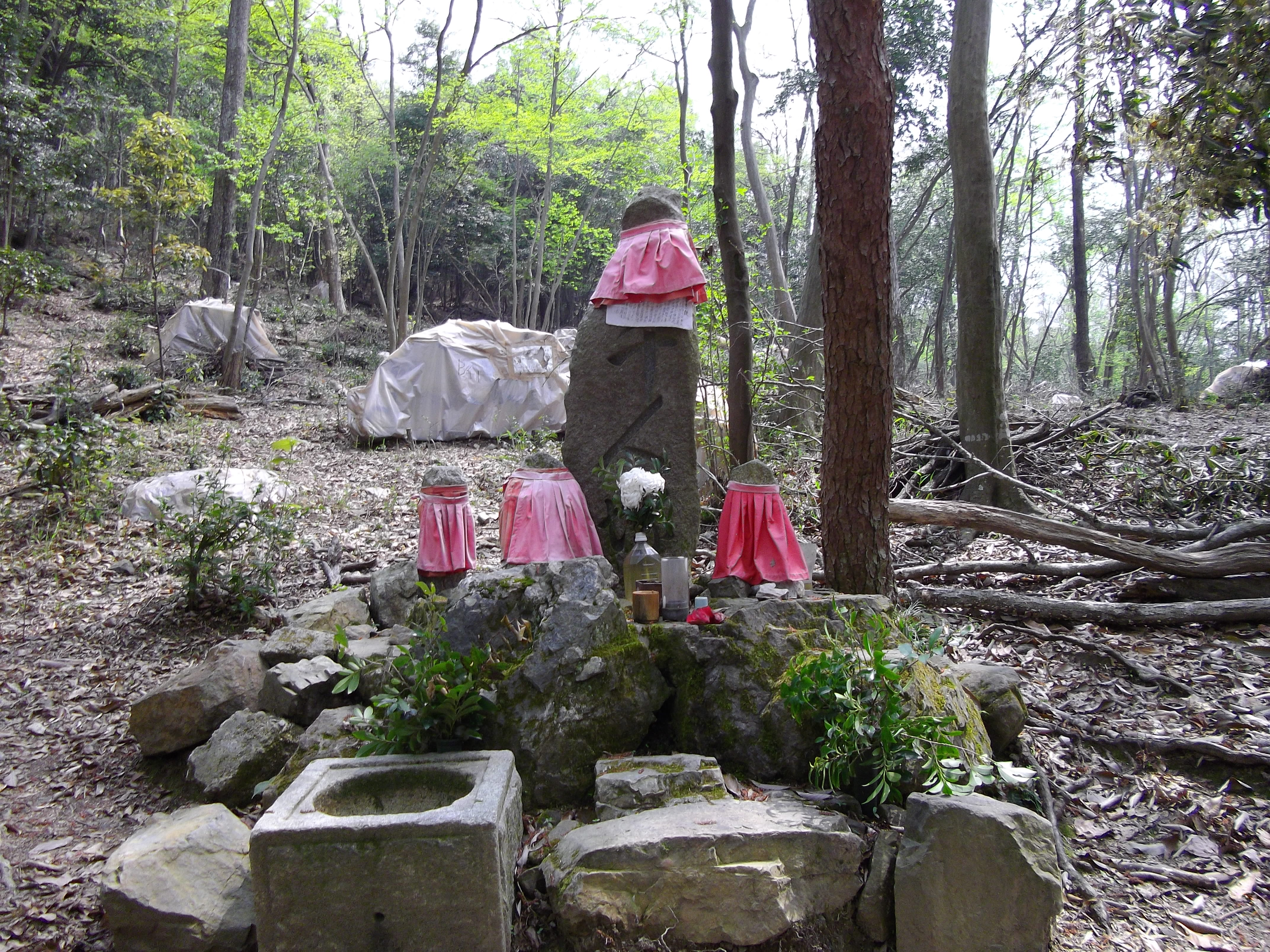
千人塚
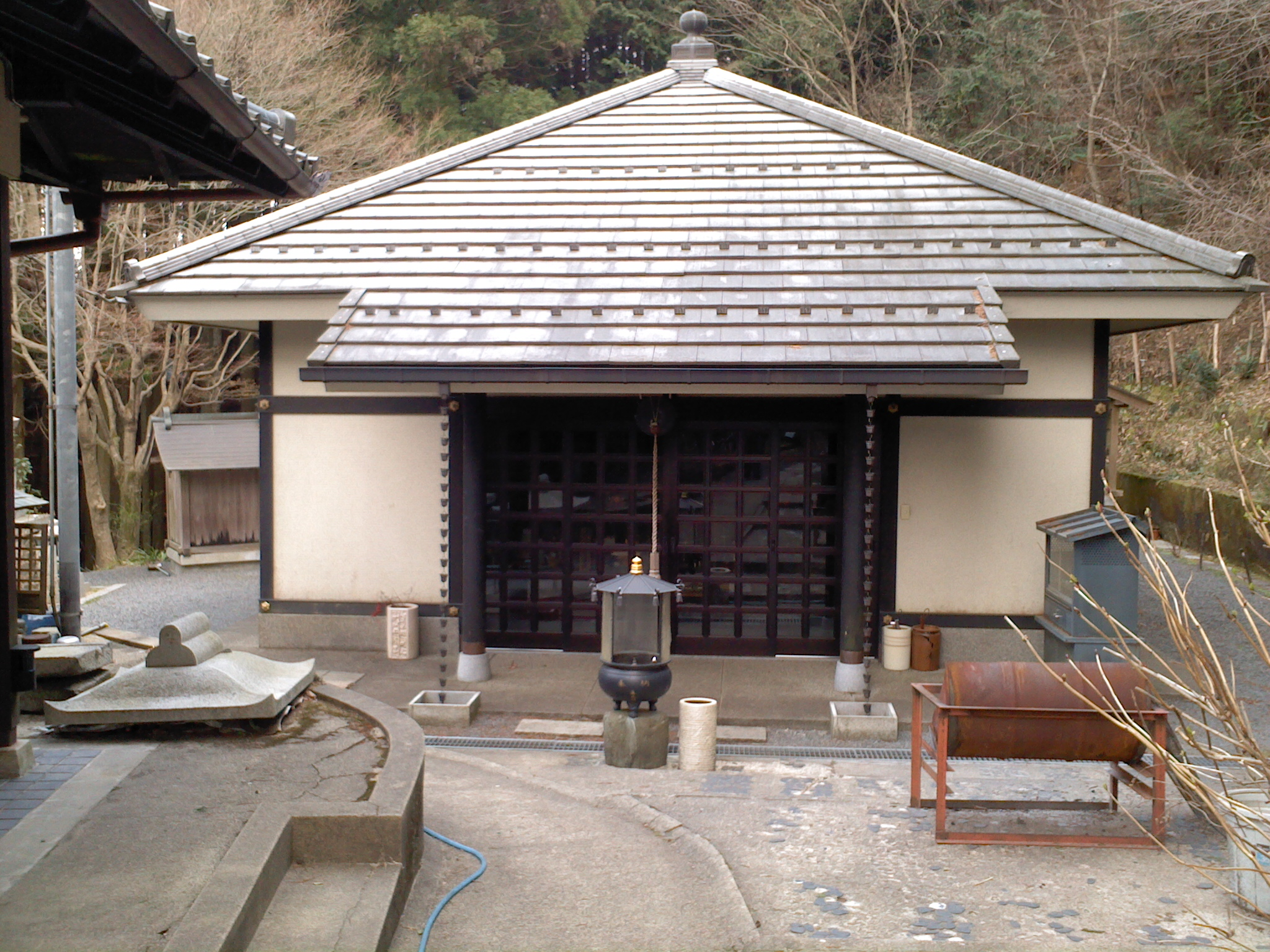
池ノ谷地蔵
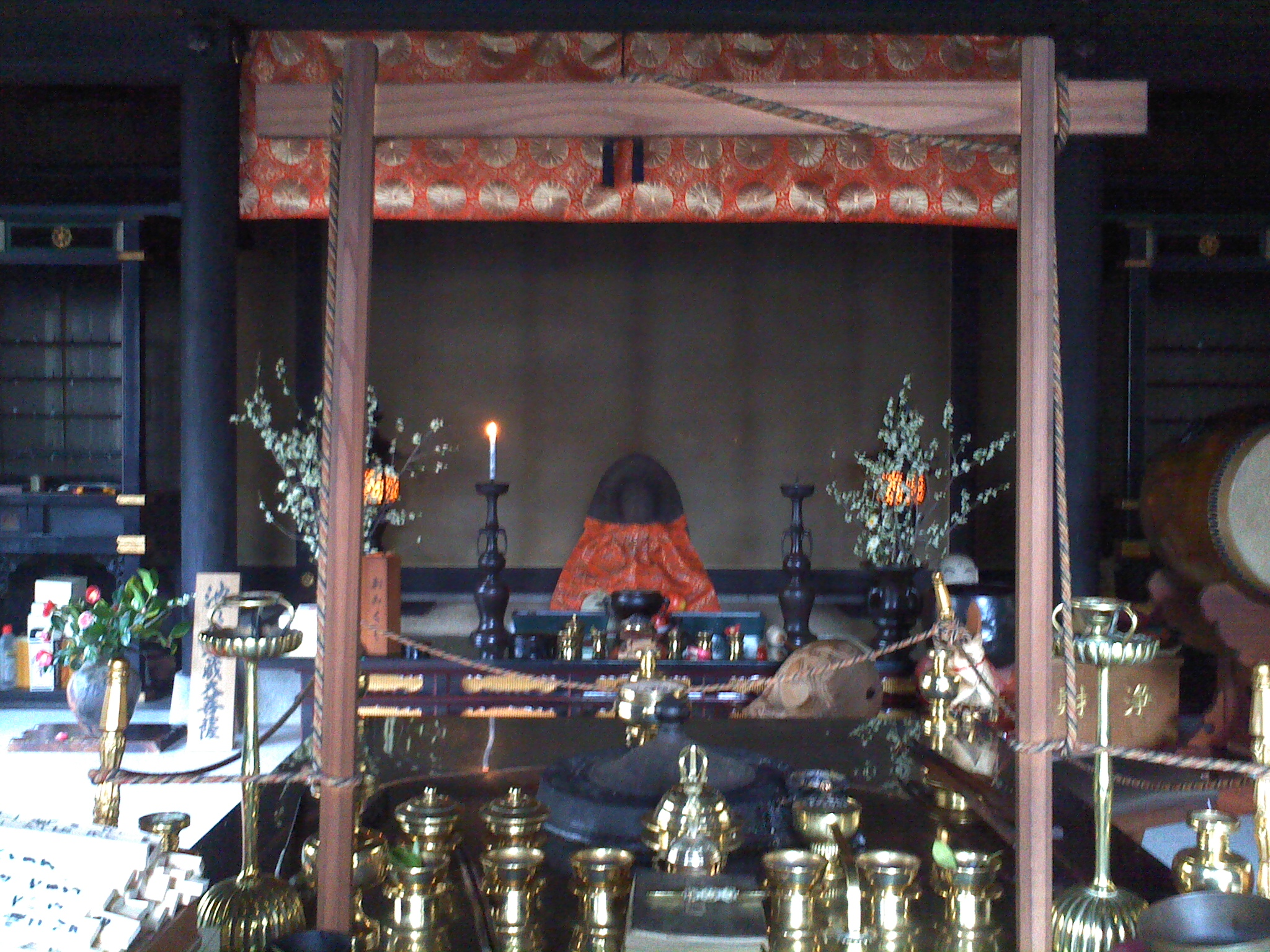
池ノ谷地蔵
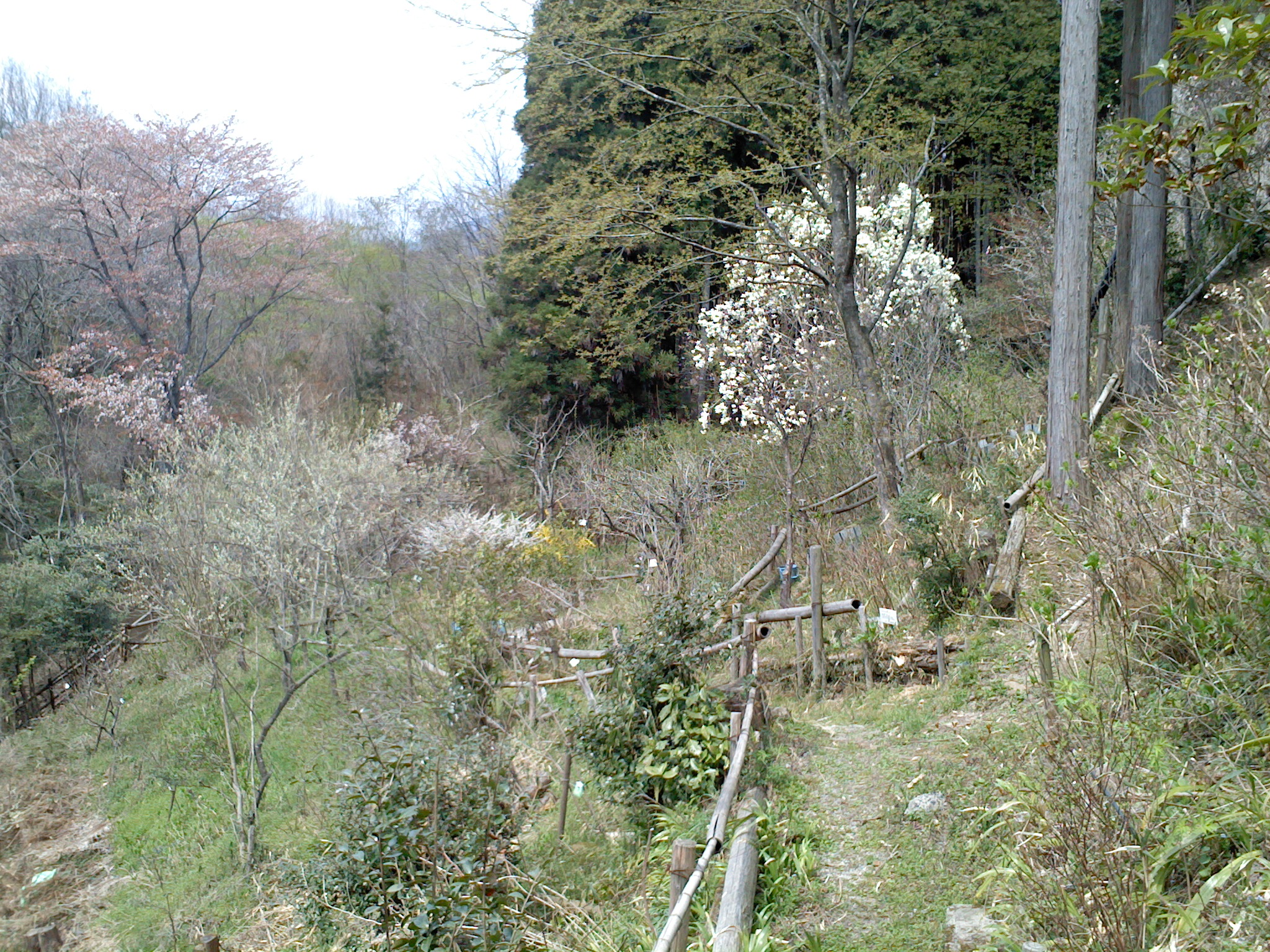
薬草園
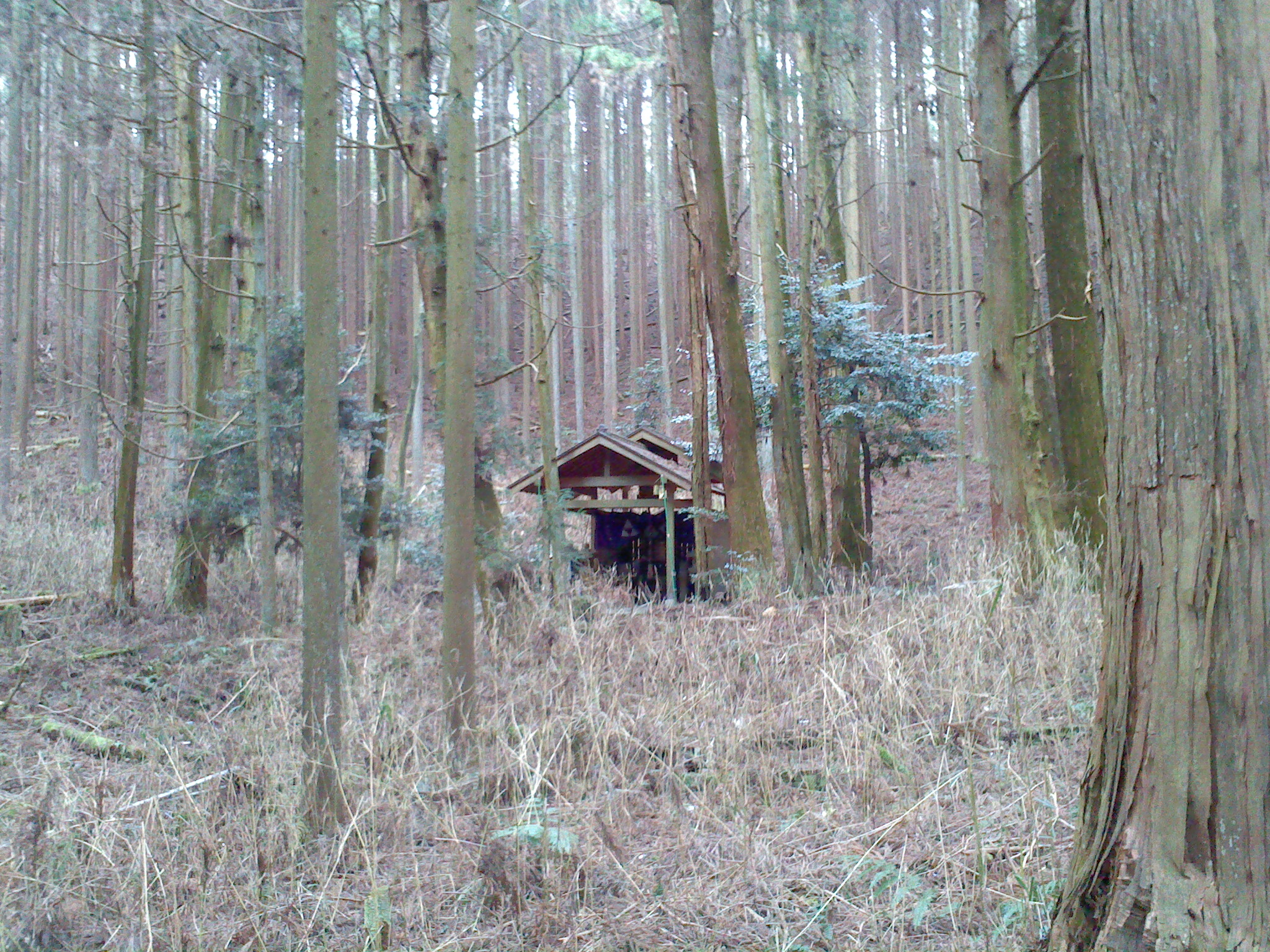
雨神社
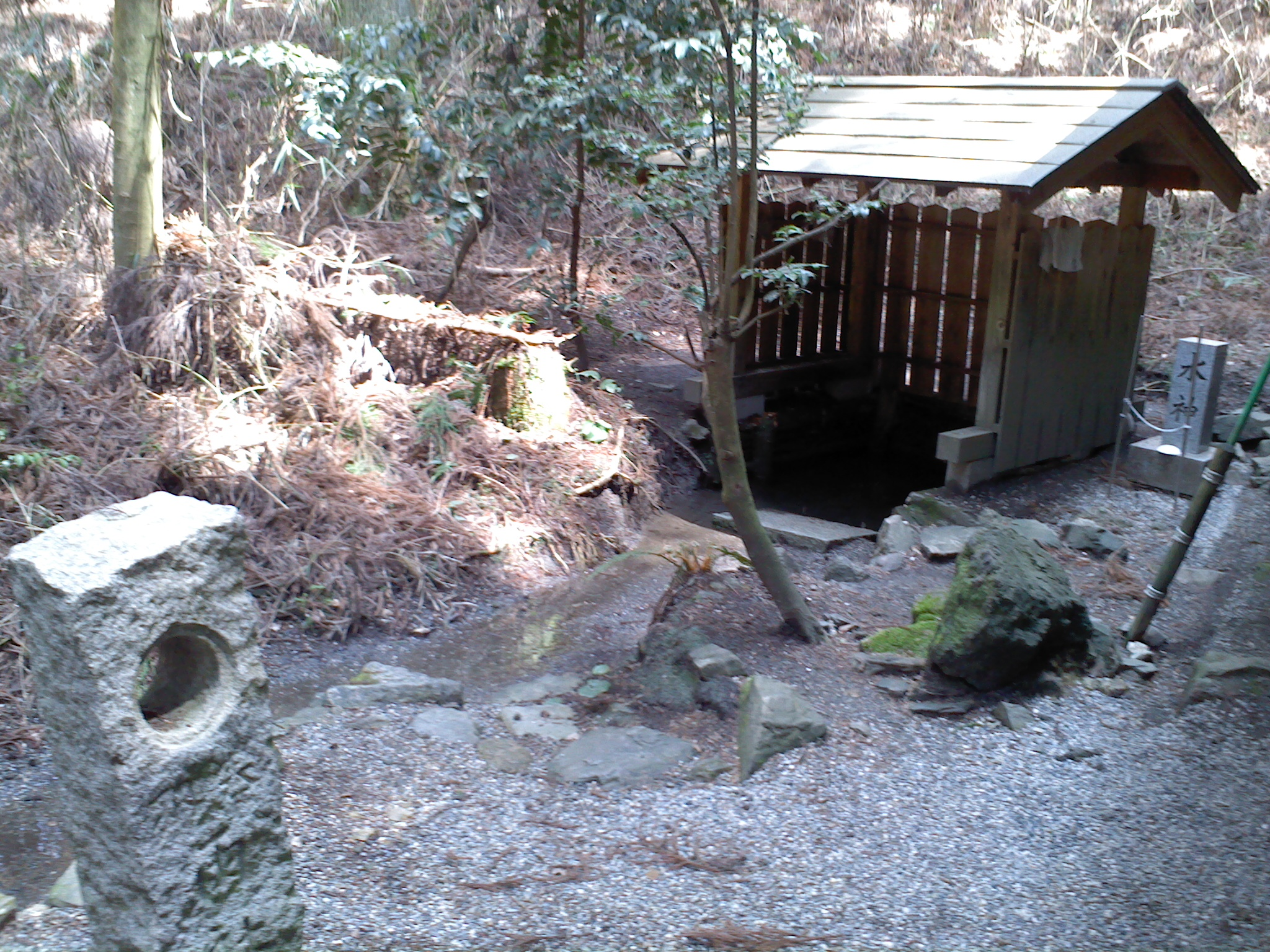
雨神社
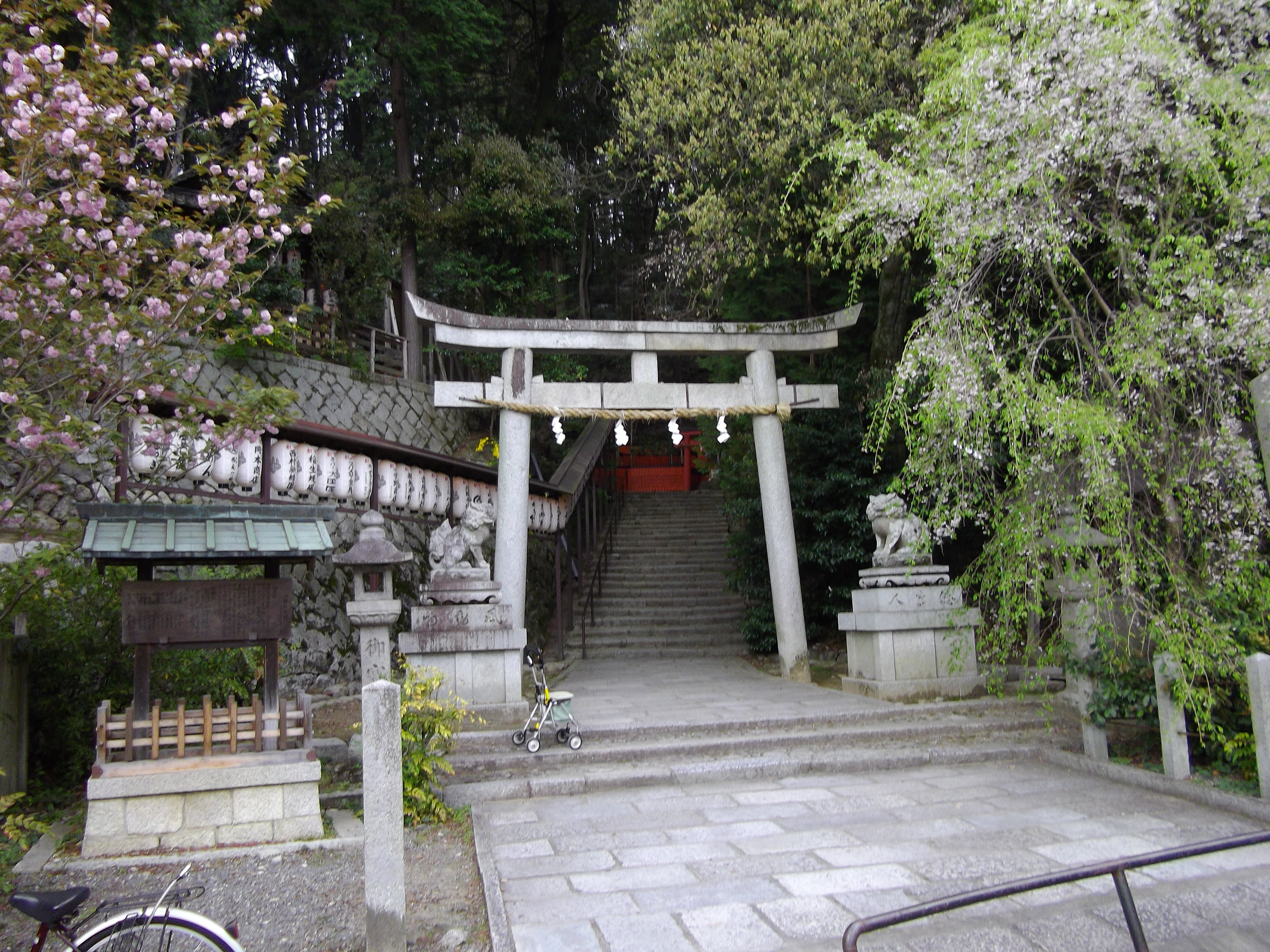
八神社

## その他

### ゴルフ場問題
1988年8月12日、不動産業大手地産および財団法人社会スポーツセンターが、大文字山の北斜面に当たる北白川南ヶ原町に18コース、約100ヘクタールのゴルフ場の建設を計画していることが発覚する。これに対し、景観面での問題のみならず、農薬汚染や土砂崩れについても懸念が発生し、北白川学区、第三錦林学区の住人の一部を中心に反対運動が展開された。一帯は旧浄土寺村の共有地であったが1969年に大阪の不動産業者の手に渡り、それを地産が1972年または1974年に購入したもので、1983年ごろからゴルフ場建設を計画していたもの。古都保存法では大の字の火床については開発を規制されているのだが、それ以外の場所については、市街化調整区域（1971年）、第一種風致地区（1970年）の指定により宅地造成に制限はあるものの、あらゆる開発が規制されているものではなかった。11月にそれぞれの学区においてゴルフ場建設に反対する団体が別個に発足。反対運動を開始する。翌1989年3月27日には京都弁護士会公害対策委員会が「大文字部会」を設置、京都市に意見書を提出するなどする。1989年8月に行われた京都市長選で反対派はゴルフ場反対との姿勢を明らかにした日本共産党推薦の木村万平候補に接近・共闘するも、公明党・民社党が推薦、自由民主党が支持する田辺朋之候補に321票差で敗北した。その後大文字山の沢水、地下水を利用していた京都大学の学生なども反対運動を展開する。1989年12月6日、地産は市民らの反発が強いことを理由として計画を白紙撤回した。なお、送り火に関わる大文字保存会は中立の立場を取っていた。その後1990年のゴルフ場等建設指導要綱、およびその1993年の改定で、京都市では2012年現在開発許可を必要とするゴルフ場の建設は認められない。